# 転移酵素
転移酵素（てんいこうそ、英: transferase）とは、EC第2群に分類される酵素で、一方の基質から他方の基質へと原子団〈転移基〉を移動させる反応を触媒する酵素である。トランスフェラーゼとも呼ぶ。

## 概要
転移酵素は転移基の種類により、大きく8つに分類される。
1. メチル基・カルボキシル基転移酵素 - メチルトランスフェラーゼ・カルボキシルトランスフェラーゼ
  - メチオニン-S-メチルトランスフェラーゼ
2. アルデヒド基・ケト基転移酵素 - トランスアルドラーゼ
  - トランスケトラーゼ
3. アシル基転移酵素 - アシルトランスフェラーゼ
  - コレステロールアシルトランスフェラーゼ
4. グリコシル基転移酵素 - グリコシルトランスフェラーゼ
  - ホスホリラーゼ
5. アルキル基転移酵素
  - リボフラビンシンターゼ
6. アミノ基転移酵素 - アミノトランスフェラーゼ
  - アスパラギン酸アミノトランスフェラーゼ
7. リン酸基転移酵素 - ホスホトランスフェラーゼ
  - プロテインキナーゼ
8. 硫黄基転移酵素 - スルホトランスフェラーゼ

## EC.2.-(転移酵素)

### EC.2.1.-(一炭素基を転移させる)

#### EC.2.1.1.-(メチルトランスフェラーゼ)
- EC.2.1.1.1 ニコチンアミド-N-メチルトランスフェラーゼ
- EC.2.1.1.2 グアニジノ酢酸-N-メチルトランスフェラーゼ
- EC.2.1.1.3 テチン-ホモシステイン-S-メチルトランスフェラーゼ
- EC.2.1.1.4 アセチルセロトニン-O-メチルトランスフェラーゼ
- EC.2.1.1.5 ベタイン-ホモシステイン-S-メチルトランスフェラーゼ
- EC.2.1.1.6 カテコール-O-メチルトランスフェラーゼ
- EC.2.1.1.7 ニコチン酸-N-メチルトランスフェラーゼ
- EC.2.1.1.8 ヒスタミン-N-メチルトランスフェラーゼ
- EC.2.1.1.9 チオール-S-メチルトランスフェラーゼ
- EC.2.1.1.10 ホモシステイン-S-メチルトランスフェラーゼ
- EC.2.1.1.11 マグネシウムプロトポルフィリンIXメチルトランスフェラーゼ
- EC.2.1.1.12 メチオニン-S-メチルトランスフェラーゼ
- EC.2.1.1.13 メチオニンシンターゼ
- EC.2.1.1.14 5-メチルテトラヒドロプテロイルトリグルタミン酸-ホモシステイン-S-メチルトランスフェラーゼ
- EC.2.1.1.15 脂肪酸-O-メチルトランスフェラーゼ
- EC.2.1.1.16 メチレン-脂肪-アシル-リン脂質シンターゼ
- EC.2.1.1.17 ホスファチジルエタノールアミン-N-メチルトランスフェラーゼ
- EC.2.1.1.18 多糖-O-メチルトランスフェラーゼ
- EC.2.1.1.19 トリメチルスルホニウム-テトラヒドロ葉酸-N-メチルトランスフェラーゼ
- EC.2.1.1.20 グリシン-N-メチルトランスフェラーゼ
- EC.2.1.1.21 メチルアミン-グルタミン酸-N-メチルトランスフェラーゼ
- EC.2.1.1.22 カルノシン-N-メチルトランスフェラーゼ
- EC.2.1.1.23欠番 → EC 2.1.1.124, EC 2.1.1.125およびEC 2.1.1.126に振り分け
- EC.2.1.1.24欠番 → EC 2.1.1.77, EC 2.1.1.80およびEC 2.1.1.100に振り分け
- EC.2.1.1.25 フェノール-O-メチルトランスフェラーゼ
- EC.2.1.1.26 ヨードフェノール-O-メチルトランスフェラーゼ
- EC.2.1.1.27 チラミン-N-メチルトランスフェラーゼ
- EC.2.1.1.28 フェニルエタノールアミン-N-メチルトランスフェラーゼ
- EC.2.1.1.29移動 欠番 → EC 2.1.1.202, EC 2.1.1.203およびEC 2.1.1.204
- EC.2.1.1.30削除
- EC.2.1.1.31移動 欠番 → EC 2.1.1.221および EC 2.1.1.228
- EC.2.1.1.32移動 欠番 → EC 2.1.1.213, EC 2.1.1.214, EC 2.1.1.215およびEC 2.1.1.216
- EC.2.1.1.33 tRNA(グアニン46-N7)-メチルトランスフェラーゼ
- EC.2.1.1.34 tRNA(グアノシン18-2'-O)-メチルトランスフェラーゼ
- EC.2.1.1.35 tRNA(ウラシル54-C5)-メチルトランスフェラーゼ
- EC.2.1.1.36移動 欠番 → EC 2.1.1.217, EC 2.1.1.218, EC 2.1.1.219, EC 2.1.1.220
- EC.2.1.1.37 DNA(シトシン-5-)-メチルトランスフェラーゼ
- EC.2.1.1.38 O-デメチルプロマイシン-O-メチルトランスフェラーゼ
- EC.2.1.1.39 イノシトール-3-メチルトランスフェラーゼ
- EC.2.1.1.40 イノシトール-1-メチルトランスフェラーゼ
- EC.2.1.1.41 ステロール 24-C-メチルトランスフェラーゼ
- EC.2.1.1.42 フラボン 3'-O-メチルトランスフェラーゼ
- EC.2.1.1.43 ヒストン-リシン-N-メチルトランスフェラーゼ
- EC.2.1.1.44 L-ヒスチジン-Nα-メチルトランスフェラーゼ
- EC.2.1.1.45 チミジル酸シンターゼ
- EC.2.1.1.46 イソフラボン 4'-O-メチルトランスフェラーゼ
- EC.2.1.1.47 インドールピルビン酸 C-メチルトランスフェラーゼ
- EC.2.1.1.48移動 欠番 → EC 2.1.1.181, EC 2.1.1.182, EC 2.1.1.183およびEC 2.1.1.184
- EC.2.1.1.49 アミン-N-メチルトランスフェラーゼ
- EC.2.1.1.50 ロガン酸-O-メチルトランスフェラーゼ
- EC.2.1.1.51移動 欠番 → EC 2.1.1.187およびEC 2.1.1.188
- EC.2.1.1.52移動 欠番 → EC 2.1.1.171, EC 2.1.1.172, EC 2.1.1.173およびEC 2.1.1.174
- EC.2.1.1.53 プトレッシン-N-メチルトランスフェラーゼ
- EC.2.1.1.54 デオキシシチジル酸 C-メチルトランスフェラーゼ
- EC.2.1.1.55 tRNA(アデニン-N6-)-メチルトランスフェラーゼ
- EC.2.1.1.56 mRNA(グアニン-N7-)-メチルトランスフェラーゼ
- EC.2.1.1.57 mRNA(ヌクレオシド-2'-O-)-メチルトランスフェラーゼ
- EC.2.1.1.58削除 → EC 2.1.1.57
- EC.2.1.1.59 (シトクロムc)-リシン-N-メチルトランスフェラーゼ
- EC.2.1.1.60 カルモジュリン-リシン-N-メチルトランスフェラーゼ
- EC.2.1.1.61 tRNA(5-メチルアミノメチル-2-チオウリジル酸)-メチルトランスフェラーゼ
- EC.2.1.1.62 mRNA(2'-O-メチルアデノシン-N6-)-メチルトランスフェラーゼ
- EC.2.1.1.63 メチル化-DNA-(タンパク質)-システイン-S-メチルトランスフェラーゼ
- EC.2.1.1.64 3-デメチルユビキノール 3-O-メチルトランスフェラーゼ
- EC.2.1.1.65 リコジオン 2'-O-メチルトランスフェラーゼ
- EC.2.1.1.66 削除 欠番 → EC 2.1.1.230
- EC.2.1.1.67 チオプリン-S-メチルトランスフェラーゼ
- EC.2.1.1.68 コーヒー酸-O-メチルトランスフェラーゼ
- EC.2.1.1.69 5-ヒドロキシフラノクマリン 5-O-メチルトランスフェラーゼ
- EC.2.1.1.70 8-ヒドロキシフラノクマリン 8-O-メチルトランスフェラーゼ
- EC.2.1.1.71 ホスファチジル-N-メチルエタノールアミン-N-メチルトランスフェラーゼ
- EC.2.1.1.72 部位特異的DNA-メチルトランスフェラーゼ(アデニン特異的)
- EC.2.1.1.73削除
- EC.2.1.1.74 メチレンテトラヒドロ葉酸-tRNA-(ウラシル54-C5)-メチルトランスフェラーゼ(FADH2酸化)
- EC.2.1.1.75 アピゲニン 4'-O-メチルトランスフェラーゼ
- EC.2.1.1.76 クェルセチン 3-O-メチルトランスフェラーゼ
- EC.2.1.1.77 タンパク質-L-イソアスパラギン酸(D-アスパラギン酸)-O-メチルトランスフェラーゼ
- EC.2.1.1.78 イソオリエンチン 3'-O-メチルトランスフェラーゼ
- EC.2.1.1.79 シクロプロパン-脂肪-アシル-リン脂質シンターゼ
- EC.2.1.1.80 タンパク質-グルタミン酸-O-メチルトランスフェラーゼ
- EC.2.1.1.81削除 → EC 2.1.1.49
- EC.2.1.1.82 3-メチルクェルセチン 7-O-メチルトランスフェラーゼ
- EC.2.1.1.83 3,7-ジメチルクェルセチン 4'-O-メチルトランスフェラーゼ
- EC.2.1.1.84 メチルクェルセタゲニン 6-O-メチルトランスフェラーゼ
- EC.2.1.1.85 タンパク質-ヒスチジン-N-メチルトランスフェラーゼ
- EC.2.1.1.86 テトラヒドロメタノプテリン-S-メチルトランスフェラーゼ
- EC.2.1.1.87 ピリジン-N-メチルトランスフェラーゼ
- EC.2.1.1.88 8-ヒドロキシクェルセチン 8-O-メチルトランスフェラーゼ
- EC.2.1.1.89 テトラヒドロコルンバミン 2-O-メチルトランスフェラーゼ
- EC.2.1.1.90 メタノール-コリノイドタンパク質Co-メチルトランスフェラーゼ
- EC.2.1.1.91 イソブチルアルドキシム-O-メチルトランスフェラーゼ
- EC.2.1.1.92削除 欠番 → EC 2.1.1.69
- EC.2.1.1.93削除 EC 2.1.1.70と同一
- EC.2.1.1.94 タベルソニン 16-O-メチルトランスフェラーゼ
- EC.2.1.1.95 トコフェロール-O-メチルトランスフェラーゼ
- EC.2.1.1.96 チオエステル-S-メチルトランスフェラーゼ
- EC.2.1.1.97 3-ヒドロキシアントラニル酸 4-C-メチルトランスフェラーゼ
- EC.2.1.1.98 ジフチンシンターゼ
- EC.2.1.1.99 3-ヒドロキシ-16-メトキシ-2,3-ジヒドロタベルソニン-N-メチルトランスフェラーゼ
- EC.2.1.1.100 タンパク質-S-イソプレニルシステイン-O-メチルトランスフェラーゼ
- EC.2.1.1.101 マクロシン-O-メチルトランスフェラーゼ
- EC.2.1.1.102 デメチルマクロシン-O-メチルトランスフェラーゼ
- EC.2.1.1.103 ホスホエタノールアミン-N-メチルトランスフェラーゼ
- EC.2.1.1.104 カフェノイルCoA-O-メチルトランスフェラーゼ
- EC.2.1.1.105 N-ベンゾイル-4-ヒドロキシアントラニル酸 4-O-メチルトランスフェラーゼ
- EC.2.1.1.106 トリプトファン 2-C-メチルトランスフェラーゼ
- EC.2.1.1.107 ウロポルフィリノーゲンIII C-メチルトランスフェラーゼ
- EC.2.1.1.108 6-ヒドロキシメレイン-O-メチルトランスフェラーゼ
- EC.2.1.1.109 デメチルステリグマトシスチン 6-O-メチルトランスフェラーゼ
- EC.2.1.1.110 ステリグマトシスチン 8-O-メチルトランスフェラーゼ
- EC.2.1.1.111 アントラニル酸-N-メチルトランスフェラーゼ
- EC.2.1.1.112 グルクロノキシラン 4-O-メチルトランスフェラーゼ
- EC.2.1.1.113 部位特異的DNA-メチルトランスフェラーゼ(シトシン-N4-特異的)
- EC.2.1.1.114 ポリプレニルジヒドロキシ安息香酸メチルトランスフェラーゼ
- EC.2.1.1.115 (RS)-1-ベンジル-1,2,3,4-テトラヒドロイソキノリン-N-メチルトランスフェラーゼ
- EC.2.1.1.116 3'-ヒドロキシ-N-メチル-(S)-コクラウリン 4'-O-メチルトランスフェラーゼ
- EC.2.1.1.117 (S)-スコウレリン 9-O-メチルトランスフェラーゼ
- EC.2.1.1.118 コルンバミン-O-メチルトランスフェラーゼ
- EC.2.1.1.119 10-ヒドロキシジヒドロサンギナリン 10-O-メチルトランスフェラーゼ
- EC.2.1.1.120 12-ヒドロキシジヒドロケリルビン 12-O-メチルトランスフェラーゼ
- EC.2.1.1.121 6-O-メチルノルラウダノソリン 5'-O-メチルトランスフェラーゼ
- EC.2.1.1.122 (S)-テトラヒドロプロトベルベリン-N-メチルトランスフェラーゼ
- EC.2.1.1.123 (シトクロムc)-メチオニン-S-メチルトランスフェラーゼ
- EC.2.1.1.124 (シトクロムc)-アルギニン-N-メチルトランスフェラーゼ
- EC.2.1.1.125 ヒストン-アルギニン-N-メチルトランスフェラーゼ
- EC.2.1.1.126 (ミエリン塩基性タンパク質)-アルギニン-N-メチルトランスフェラーゼ
- EC.2.1.1.127 (リブロース-二リン酸カルボキシラーゼ)-リシン-N-メチルトランスフェラーゼ
- EC.2.1.1.128 (RS)-ノルコクラウリン 6-O-メチルトランスフェラーゼ
- EC.2.1.1.129 イノシトール-4-メチルトランスフェラーゼ
- EC.2.1.1.130 プレコリン-2C20-メチルトランスフェラーゼ
- EC.2.1.1.131 プレコリン-3B C17-メチルトランスフェラーゼ
- EC.2.1.1.132 プレコリン-6B C5,15-メチルトランスフェラーゼ(脱カルボキシ化)
- EC.2.1.1.133 プレコリン-4 C11-メチルトランスフェラーゼ
- EC.2.1.1.134欠番 → EC 2.1.1.129
- EC.2.1.1.135欠番 → EC 1.16.1.8
- EC.2.1.1.136 クロロフェノール-O-メチルトランスフェラーゼ
- EC.2.1.1.137 亜ヒ酸メチルトランスフェラーゼ
- EC.2.1.1.138削除
- EC.2.1.1.139 3'-デメチルスタウロスポリン-O-メチルトランスフェラーゼ
- EC.2.1.1.140 (S)-コクラウリン-N-メチルトランスフェラーゼ
- EC.2.1.1.141 ジャスモン酸-O-メチルトランスフェラーゼ
- EC.2.1.1.142 シクロアルテノール 24-C-メチルトランスフェラーゼ
- EC.2.1.1.143 24-メチレンステロールC-メチルトランスフェラーゼ
- EC.2.1.1.144 trans-アコニット酸 2-メチルトランスフェラーゼ
- EC.2.1.1.145 trans-アコニット酸 3-メチルトランスフェラーゼ
- EC.2.1.1.146 (イソ)オイゲノール-O-メチルトランスフェラーゼ
- EC.2.1.1.147 コリダリンシンターゼ
- EC.2.1.1.148 チミジル酸シンターゼ(FAD)
- EC.2.1.1.149削除 欠番 → EC 2.1.1.267
- EC.2.1.1.150 イソフラボン 7-O-メチルトランスフェラーゼ
- EC.2.1.1.151 コバルト-因子II C20-メチルトランスフェラーゼ
- EC.2.1.1.152 プレコリン-6Aシンターゼ(脱アセチル化)
- EC.2.1.1.153 ビテキシン 2''-O-ラムノシド 7-O-メチルトランスフェラーゼ
- EC.2.1.1.154 イソリキリチゲニン 2'-O-メチルトランスフェラーゼ
- EC.2.1.1.155 ケンフェロール 4'-O-メチルトランスフェラーゼ
- EC.2.1.1.156 グリシン/サルコシン-N-メチルトランスフェラーゼ
- EC.2.1.1.157 サルコシン/ジメチルグリシン-N-メチルトランスフェラーゼ
- EC.2.1.1.158 7-メチルキサントシンシンターゼ
- EC.2.1.1.159 テオブロミンシンターゼ
- EC.2.1.1.160 カフェインシンターゼ
- EC.2.1.1.161 ジメチルグリシン-N-メチルトランスフェラーゼ
- EC.2.1.1.162 グリシン/サルコシン/ジメチルグリシン-N-メチルトランスフェラーゼ
- EC.2.1.1.163 デメチルメナキノンメチルトランスフェラーゼ
- EC.2.1.1.164 デメチルレベッカマイシン-D-グルコース-O-メチルトランスフェラーゼ
- EC.2.1.1.165 メチルハライドトランスフェラーゼ
- EC.2.1.1.166 23S rRNA(ウリジン2552-2'-O-)-メチルトランスフェラーゼ
- EC.2.1.1.167 27S pre-rRNA(グアノシン2922-2'-O)-メチルトランスフェラーゼ
- EC.2.1.1.168 21S rRNA(ウリジン2791-2'-O)-メチルトランスフェラーゼ
- EC.2.1.1.169 トリセチン 3',4',5'-O-トリメチルトランスフェラーゼ
- EC.2.1.1.170 16S rRNA(グアニン527-N7)-メチルトランスフェラーゼ
- EC.2.1.1.171 16S rRNA(グアニン966-N2)-メチルトランスフェラーゼ
- EC.2.1.1.172 16S rRNA(グアニン1207-N2)-メチルトランスフェラーゼ
- EC.2.1.1.173 23S rRNA(グアニン2445-N2)-メチルトランスフェラーゼ
- EC.2.1.1.174 23S rRNA(グアニン1835-N2)-メチルトランスフェラーゼ
- EC.2.1.1.175 トリシンシンターゼ
- EC.2.1.1.176 16S rRNA(シトシン967-C5)-メチルトランスフェラーゼ
- EC.2.1.1.177 23S rRNA(プソイドウリジン1915-N3)-メチルトランスフェラーゼ
- EC.2.1.1.178 16S rRNA(シトシン1407-C5)-メチルトランスフェラーゼ
- EC.2.1.1.179 16S rRNA(グアニン1405-C7)-メチルトランスフェラーゼ
- EC.2.1.1.180 16S rRNA(アデニン1408-N1)-メチルトランスフェラーゼ
- EC.2.1.1.181 23S rRNA(アデニン1618-N6)-メチルトランスフェラーゼ
- EC.2.1.1.182 16S rRNA(アデニン1518-N6/アデニン1519-N6)-ジメチルトランスフェラーゼ
- EC.2.1.1.183 18S rRNA(アデニン1779-N6/アデニン1780-N6)-ジメチルトランスフェラーゼ
- EC.2.1.1.184 23S rRNA(アデニン2085-N6)-ジメチルトランスフェラーゼ
- EC.2.1.1.185 23S rRNA(グアノシン2251-2'-O)-メチルトランスフェラーゼ
- EC.2.1.1.186 23S rRNA(シチジン2498-2'-O)-メチルトランスフェラーゼ
- EC.2.1.1.187 23S rRNA(グアニン745-N1)-メチルトランスフェラーゼ
- EC.2.1.1.188 23S rRNA(グアニン748-N1)-メチルトランスフェラーゼ
- EC.2.1.1.189 23S rRNA(ウラシル747-C5)-メチルトランスフェラーゼ
- EC.2.1.1.190 23S rRNA(ウラシル1939-C5)-メチルトランスフェラーゼ
- EC.2.1.1.191 23S rRNA(シトシン1962-C5)-メチルトランスフェラーゼ
- EC.2.1.1.192 23S rRNA(アデニン2503-C2)-メチルトランスフェラーゼ
- EC.2.1.1.193 16S rRNA(ウラシル1498-N3)-メチルトランスフェラーゼ
- EC.2.1.1.194削除 EC 2.1.1.192および EC 2.1.1.224との混合物
- EC.2.1.1.195 コバルト-プレコリン-5B(C1)-メチルトランスフェラーゼ
- EC.2.1.1.196 コバルト-プレコリン-7(C15)-メチルトランスフェラーゼ(脱カルボキシル化)
- EC.2.1.1.197 マロニル-(アシル輸送タンパク質)-O-メチルトランスフェラーゼ
- EC.2.1.1.198 16S rRNA(シチジン1402-2'-O)-メチルトランスフェラーゼ
- EC.2.1.1.199 16S rRNA(シチジン1402-N4)-メチルトランスフェラーゼ
- EC.2.1.1.200 tRNA(シチジン32/ウリジン32-2'-O)-メチルトランスフェラーゼ
- EC.2.1.1.201 2-メトキシ-6-ポリプレニル-1,4-ベンゾキノールメチラーゼ
- EC.2.1.1.202 多点特異的tRNA:(シトシン-C5)-メチルトランスフェラーゼ
- EC.2.1.1.203 tRNA(シトシン34-C5)-メチルトランスフェラーゼ
- EC.2.1.1.204 RNA(シトシン38-C5)-メチルトランスフェラーゼ
- EC.2.1.1.205 tRNA(シチジン32/グアノシン34-2'-O)-メチルトランスフェラーゼ
- EC.2.1.1.206 tRNA(シチジン56-2'-O)-メチルトランスフェラーゼ
- EC.2.1.1.207 tRNA(シチジン34-2'-O)-メチルトランスフェラーゼ
- EC.2.1.1.208 23S rRNA(ウリジン2479-2'-O)-メチルトランスフェラーゼ
- EC.2.1.1.209 23S rRNA(グアニン2535-N1)-メチルトランスフェラーゼ
- EC.2.1.1.210 デメチルスフェロイデン-O-メチルトランスフェラーゼ
- EC.2.1.1.211 tRNASer(ウリジン44-2'-O)-メチルトランスフェラーゼ
- EC.2.1.1.212 2,7,4'-トリヒドロキシイソフラバノン 4'-O-メチルトランスフェラーゼ
- EC.2.1.1.213 tRNA(グアニン10-N2)-ジメチルトランスフェラーゼ
- EC.2.1.1.214 tRNA(グアニン10-N2)-メチルトランスフェラーゼ
- EC.2.1.1.215 tRNA(グアニン26-N2/グアニン27-N2)-ジメチルトランスフェラーゼ
- EC.2.1.1.216 tRNA(グアニン26-N2)-ジメチルトランスフェラーゼ
- EC.2.1.1.217 tRNA(アデニン22-N1)-メチルトランスフェラーゼ
- EC.2.1.1.218 tRNA(アデニン9-N1)-メチルトランスフェラーゼ
- EC.2.1.1.219 tRNA(アデニン57-N1/アデニン58-N1)-メチルトランスフェラーゼ
- EC.2.1.1.220 tRNA(アデニン58-N1)-メチルトランスフェラーゼ
- EC.2.1.1.221 tRNA(グアニン9-N1)-メチルトランスフェラーゼ
- EC.2.1.1.222 2-ポリプレニル-6-ヒドロキシフェニル メチラーゼ
- EC.2.1.1.223 tRNA1Val(アデニン37-N6)-メチルトランスフェラーゼ
- EC.2.1.1.224 23S rRNA(アデニン2503-C8)-メチルトランスフェラーゼ
- EC.2.1.1.225 tRNA:m4X修飾酵素
- EC.2.1.1.226 23S rRNA(シチジン1920-2'-O)-メチルトランスフェラーゼ
- EC.2.1.1.227 16S rRNA(シチジン1409-2'-O)-メチルトランスフェラーゼ
- EC.2.1.1.228 tRNA(グアニン37-N1)-メチルトランスフェラーゼ
- EC.2.1.1.229 tRNA(カルボキシメチルウリジン34-5-O)-メチルトランスフェラーゼ
- EC.2.1.1.230 23S rRNA(アデノシン1067-2'-O)-メチルトランスフェラーゼ
- EC.2.1.1.231 フラボノイド 4'-O-メチルトランスフェラーゼ
- EC.2.1.1.232 ナリンゲニン 7-O-メチルトランスフェラーゼ
- EC.2.1.1.233 (ホスファターゼ 2A タンパク質)-ロイシン-カルボキシメチルトランスフェラーゼ
- EC.2.1.1.234 dTDP-3-アミノ-3,4,6-トリデオキシ-α-D-グルコピラノース-N,N-ジメチルトランスフェラーゼ
- EC.2.1.1.235 dTDP-3-アミノ-3,6-ジデオキシ-α-D-グルコピラノース-N,N-ジメチルトランスフェラーゼ
- EC.2.1.1.236 dTDP-3-アミノ-3,6-ジデオキシ-α-D-ガラクトピラノース-N,N-ジメチルトランスフェラーゼ
- EC.2.1.1.237 マイシナミシンIII 3''-O-メチルトランスフェラーゼ
- EC.2.1.1.238 マイシナミシンVI 2''-O-メチルトランスフェラーゼ
- EC.2.1.1.239 L-オリボシル-オレアンドリド 3-O-メチルトランスフェラーゼ
- EC.2.1.1.240 trans-レスベラトロール ジ-O-メチルトランスフェラーゼ
- EC.2.1.1.241 2,4,7-トリヒドロキシ-1,4-ベンゾキサジン-3-オン-グルコシド 7-O-メチルトランスフェラーゼ
- EC.2.1.1.242 16S rRNA(グアニン1516-N2)-メチルトランスフェラーゼ
- EC.2.1.1.243 2-ケトアルギニン メチルトランスフェラーゼ
- EC.2.1.1.244 タンパク質-N-末端メチルトランスフェラーゼ
- EC.2.1.1.245 5-メチルテトラヒドロサルシナプテリン:コリノイド/鉄硫黄タンパク質Co-メチルトランスフェラーゼ
- EC.2.1.1.246 (メチル-Co(III) メタノール-特異的コリノイド タンパク質):補酵素Mメチルトランスフェラーゼ
- EC.2.1.1.247 (メチル-Co(III) メチルアミン-特異的コリノイド タンパク質):補酵素Mメチルトランスフェラーゼ
- EC.2.1.1.248 メチルアミン-コリノイドタンパク質Co-メチルトランスフェラーゼ
- EC.2.1.1.249 ジメチルアミン-コリノイドタンパク質Co-メチルトランスフェラーゼ
- EC.2.1.1.250 トリメチルアミン-コリノイドタンパク質Co-メチルトランスフェラーゼ
- EC.2.1.1.251 メチル化-チオール-補酵素Mメチルトランスフェラーゼ
- EC.2.1.1.252 テトラメチルアンモニウム-コリノイドタンパク質Co-メチルトランスフェラーゼ
- EC.2.1.1.253 (メチル-Co(III) テトラメチルアンモニウム-特異的コリノイド タンパク質):補酵素Mメチルトランスフェラーゼ
- EC.2.1.1.254 エリスロマイシン3''-O-メチルトランスフェラーゼ
- EC.2.1.1.255 ゲラニル二リン酸2-C-メチルトランスフェラーゼ
- EC.2.1.1.256 tRNA(グアニン6-N2)-メチルトランスフェラーゼ
- EC.2.1.1.257 tRNA(プソイドウリジン54-N1)-メチルトランスフェラーゼ
- EC.2.1.1.258 5-メチルテトラヒドロ葉酸:コリノイド/鉄硫黄タンパク質Co-メチルトランスフェラーゼ
- EC.2.1.1.259 (フルクトース-ビスリン酸アルドラーゼ)-リシン-N-メチルトランスフェラーゼ
- EC.2.1.1.260 rRNA-小サブユニットプソイドウリジン メチルトランスフェラーゼ-Nep1
- EC.2.1.1.261 4-ジメチルアリルトリプトファン-N-メチルトランスフェラーゼ
- EC.2.1.1.262 スクアレンメチルトランスフェラーゼ
- EC.2.1.1.263 ボツリオコッセンC-メチルトランスフェラーゼ
- EC.2.1.1.264 23S rRNA(グアニン2069-N7)-メチルトランスフェラーゼ
- EC.2.1.1.265 亜テルル酸メチルトランスフェラーゼ
- EC.2.1.1.266 23S rRNA(アデニン2030-N6)-メチルトランスフェラーゼ
- EC.2.1.1.267 フラボノイド 3',5'-メチルトランスフェラーゼ
- EC.2.1.1.268 tRNAThr(シトシン32-N3)-メチルトランスフェラーゼ
- EC.2.1.1.269 ジメチルスルホニオプロピオン酸デメチラーゼ
- EC.2.1.1.270 (+)-6a-ヒドロキシマッキアイン 3-O-メチルトランスフェラーゼ
- EC.2.1.1.271 コバルト-プレコリン-4 メチルトランスフェラーゼ
- EC.2.1.1.272 コバルト因子III メチルトランスフェラーゼ
- EC.2.1.1.273 安息香酸-O-メチルトランスフェラーゼ
- EC.2.1.1.274 サリチル酸 1-O-メチルトランスフェラーゼ
- EC.2.1.1.275 ジベレリンA9-O-メチルトランスフェラーゼ
- EC.2.1.1.276 ジベレリンA4 カルボキシルメチルトランスフェラーゼ
- EC.2.1.1.277 アントラニル酸-O-メチルトランスフェラーゼ
- EC.2.1.1.278 インドール-3-酢酸-O-メチルトランスフェラーゼ
- EC.2.1.1.279 trans-アノール-O-メチルトランスフェラーゼ
- EC.2.1.1.280 セレノシステイン-Se-メチルトランスフェラーゼ
- EC.2.1.1.281 フェニルピルビン酸C3-メチルトランスフェラーゼ
- EC.2.1.1.282 tRNAPhe(7-((3-アミノ-3-カルボキシプロピル)-4-デメチル)ワイオシン37-N4)-メチルトランスフェラーゼ
- EC.2.1.1.283 エモジン-O-メチルトランスフェラーゼ
- EC.2.1.1.284 8-デメチルノボビオシン酸C8-メチルトランスフェラーゼ
- EC.2.1.1.285 デメチルデカルバモイルノボビオシン-O-メチルトランスフェラーゼ
- EC.2.1.1.286 25S rRNA(アデニン2142-N1)-メチルトランスフェラーゼ
- EC.2.1.1.287 25S rRNA(アデニン645-N1)-メチルトランスフェラーゼ
- EC.2.1.1.288 アクラノン酸メチルトランスフェラーゼ

#### EC.2.1.2.-(ヒドロキシメチル基とホルミル基トランスフェラーゼ)
- EC.2.1.2.1 グリシンヒドロキシメチルトランスフェラーゼ
- EC.2.1.2.2 ホスホリボシルグリシンアミドホルミルトランスフェラーゼ
- EC.2.1.2.3 ホスホリボシルアミノイミダゾールカルボキサミドホルミルトランスフェラーゼ
- EC.2.1.2.4 グリシンホルムイミノトランスフェラーゼ
- EC.2.1.2.5 グルタミン酸ホルムイミノトランスフェラーゼ
- EC 2.1.2.6 欠番 → EC 2.1.2.5に統合
- EC.2.1.2.7 D-アラニン-2-ヒドロキシメチルトランスフェラーゼ
- EC.2.1.2.8 デオキシシチジル酸-5-ヒドロキシメチルトランスフェラーゼ
- EC.2.1.2.9 メチオニル-tRNAホルミルトランスフェラーゼ
- EC.2.1.2.10 アミノメチルトランスフェラーゼ
- EC.2.1.2.11 3-メチル-2-オキソブタン酸ヒドロキシメチルトランスフェラーゼ
- EC 2.1.2.12 欠番 → EC 2.1.1.74
- EC.2.1.2.13 UDP-4-アミノ-4-デオキシ-L-アラビノースホルミルトランスフェラーゼ

#### EC.2.1.3.-(カルボキシル基とカルバモイル基トランスフェラーゼ)
- EC.2.1.3.1 メチルマロニルCoAカルボキシトランスフェラーゼ
- EC.2.1.3.2 アスパラギン酸カルバモイルトランスフェラーゼ
- EC.2.1.3.3 オルニチンカルバモイルトランスフェラーゼ
- EC 2.1.3.4 欠番 削除
- EC.2.1.3.5 オキサミン酸カルバモイルトランスフェラーゼ
- EC.2.1.3.6 プトレッシンカルバモイルトランスフェラーゼ
- EC.2.1.3.7 3-ヒドロキシメチルセフェムカルバモイルトランスフェラーゼ
- EC.2.1.3.8 リシンカルバモイルトランスフェラーゼ
- EC.2.1.3.9 N-アセチルオルニチンカルバモイルトランスフェラーゼ
- EC.2.1.3.10 マロニル-S-ACP:ビオチン-タンパク質カルバモイルトランスフェラーゼ
- EC.2.1.3.11 N-スクシニルオルニチンカルバモイルトランスフェラーゼ

#### EC.2.1.4.-(アミジノトランスフェラーゼ)
- EC.2.1.4.1 グリシンアミジノトランスフェラーゼ
- EC.2.1.4.2 scyllo-イノサミン-4-リン酸アミジノトランスフェラーゼ

### EC.2.2.-(アルデヒドまたはケトンを移すもの)

#### EC.2.2.1.-(トランスケトラーゼおよびトランスアルドラーゼ)
- EC.2.2.1.1 トランスケトラーゼ
- EC.2.2.1.2 トランスアルドラーゼ
- EC.2.2.1.3 ホルムアルデヒドトランスケトラーゼ
- EC.2.2.1.4 アセトインリボース-5-リン酸トランスアルドラーゼ
- EC.2.2.1.5 2-ヒドロキシ-3-オキソアジピン酸シンターゼ
- EC.2.2.1.6 アセト乳酸シンターゼ
- EC.2.2.1.7 1-デオキシ-D-キシルロース-5-リン酸シンターゼ
- EC.2.2.1.8 フルオロスレオニントランスアルドラーゼ
- EC.2.2.1.9 2-スクシニル-5-エノールピルビル-6-ヒドロキシ-3-シクロヘキセン-1-カルボン酸シンターゼ
- EC.2.2.1.10 2-アミノ-3,7-ジデオキシ-D-トレオヘプタ-6-ウロソン酸シンターゼ
- EC.2.2.1.11 6-デオキシ-5-ケトフルクトース 1-リン酸シンターゼ

### EC.2.3.-(アシルトランスフェラーゼ)

#### EC.2.3.1.-(アミノアシル基以外のアシル基を移すもの)
- EC.2.3.1.1 アミノ酸 N-アセチルトランスフェラーゼ
- EC.2.3.1.2 イミダゾール N-アセチルトランスフェラーゼ
- EC.2.3.1.3 グルコサミン N-アセチルトランスフェラーゼ
- EC.2.3.1.4 グルコサミンリン酸 N-アセチルトランスフェラーゼ
- EC.2.3.1.5 アリールアミン N-アセチルトランスフェラーゼ
- EC.2.3.1.6 コリン O-アセチルトランスフェラーゼ
- EC.2.3.1.7 カルニチン O-アセチルトランスフェラーゼ
- EC.2.3.1.8 リン酸アセチルトランスフェラーゼ
- EC.2.3.1.9 アセチルCoA C-アセチルトランスフェラーゼ
- EC.2.3.1.10 硫化水素 S-アセチルトランスフェラーゼ
- EC.2.3.1.11 チオエタノールアミン S-アセチルトランスフェラーゼ
- EC.2.3.1.12 ジヒドロリポイルリシン残基アセチルトランスフェラーゼ
- EC.2.3.1.13 グリシン N-アシルトランスフェラーゼ
- EC.2.3.1.14 グルタミン N-フェニルアセチルトランスフェラーゼ
- EC.2.3.1.15 グリセロール-3-リン酸 1-O-アシルトランスフェラーゼ
- EC.2.3.1.16 アセチルCoA C-アシルトランスフェラーゼ
- EC.2.3.1.17 アスパラギン酸 N-アセチルトランスフェラーゼ
- EC.2.3.1.18 ガラクトシド O-アセチルトランスフェラーゼ
- EC.2.3.1.19 リン酸ブチリルトランスフェラーゼ
- EC.2.3.1.20 ジアシルグリセロール O-アシルトランスフェラーゼ
- EC.2.3.1.21 カルニチン O-パルミチン酸トランスフェラーゼ
- EC.2.3.1.22 2-アシルグリセロール O-アシルトランスフェラーゼ
- EC.2.3.1.23 1-アシルグリセロホスホコリン O-アシルトランスフェラーゼ
- EC.2.3.1.24 スフィゴシン N-アシルトランスフェラーゼ
- EC.2.3.1.25 プラズマロゲンシンターゼ
- EC.2.3.1.26 ステロール O-アシルトランスフェラーゼ
- EC.2.3.1.27 コルチゾール O-アセチルトランスフェラーゼ
- EC.2.3.1.28 クロラムフェニコール O-アセチルトランスフェラーゼ
- EC.2.3.1.29 グリシン C-アセチルトランスフェラーゼ
- EC.2.3.1.30 セリン O-アセチルトランスフェラーゼ
- EC.2.3.1.31 ホモセリン O-アセチルトランスフェラーゼ
- EC.2.3.1.32 リシン N-アセチルトランスフェラーゼ
- EC.2.3.1.33 ヒスチジン N-アセチルトランスフェラーゼ
- EC.2.3.1.34 D-トリプトファン N-アセチルトランスフェラーゼ
- EC.2.3.1.35 グルタミン酸 N-アセチルトランスフェラーゼ
- EC.2.3.1.36 D-アミノ酸 N-アセチルトランスフェラーゼ
- EC.2.3.1.37 5-アミノレブリン酸シンターゼ
- EC.2.3.1.38 (アシル輸送タンパク質) S-アセチルトランスフェラーゼ
- EC.2.3.1.39 (アシル輸送タンパク質) S-マロニルトランスフェラーゼ
- EC.2.3.1.40 アシル(アシル輸送タンパク質)リン脂質 O-アシルトランスフェラーゼ
- EC.2.3.1.41 β-ケト酸(アシル輸送タンパク質)シンターゼI
- EC.2.3.1.42 グリセロンリン酸 O-アシルトランスフェラーゼ
- EC.2.3.1.43 ホスファチジルコリン-ステロール O-アシルトランスフェラーゼ
- EC.2.3.1.44 N-アセチルノイラミン酸 4-O-アセチルトランスフェラーゼ
- EC.2.3.1.45 N-アセチルノイラミン酸 7-O(or 9-O)-アセチルトランスフェラーゼ
- EC.2.3.1.46 ホモセリン O-スクシニルトランスフェラーゼ
- EC.2.3.1.47 8-アミノ-7-オキソノナン酸シンターゼ
- EC.2.3.1.48 ヒストンアセチルトランスフェラーゼ
- EC.2.3.1.49 デアセチル(クエン酸-(pro-3S)-リアーゼ) S-アセチルトランスフェラーゼ
- EC.2.3.1.50 セリン C-パルミトイルトランスフェラーゼ
- EC.2.3.1.51 1-アシルグリセロール-3-リン酸 O-アシルトランスフェラーゼ
- EC.2.3.1.52 2-アシルグリセロール-3-リン酸 O-アシルトランスフェラーゼ
- EC.2.3.1.53 フェニルアラニン N-アセチルトランスフェラーゼ
- EC.2.3.1.54 ギ酸 C-アセチルトランスフェラーゼ
- EC 2.3.1.55 欠番 → EC 2.3.1.82
- EC.2.3.1.56 芳香族ヒドロキシルアミン O-アセチルトランスフェラーゼ
- EC.2.3.1.57 ジアミン N-アセチルトランスフェラーゼ
- EC.2.3.1.58 2,3-ジアミノプロピオン酸 N-オキサリルトランスフェラーゼ
- EC.2.3.1.59 ゲンタミシン-2' N-アセチルトランスフェラーゼ
- EC.2.3.1.60 ゲンタミシン-3' N-アセチルトランスフェラーゼ
- EC.2.3.1.61 ジヒドロポリリジン残基スクシニルトランスフェラーゼ
- EC.2.3.1.62 2-アシルグリセロホスホコリン O-アシルトランスフェラーゼ
- EC.2.3.1.63 1-アルキルグリセロホスホコリン O-アシルトランスフェラーゼ
- EC.2.3.1.64 アグマチン-N4-クマル酸トランスフェラーゼ
- EC.2.3.1.65 胆汁酸-CoA:アミノ酸 N-アシルトランスフェラーゼ
- EC.2.3.1.66 ロイシン N-アセチルトランスフェラーゼ
- EC.2.3.1.67 1-アルキルグリセロホスホコリン O-アセチルトランスフェラーゼ
- EC.2.3.1.68 グルタミン N-アシルトランスフェラーゼ
- EC.2.3.1.69 モノテルペノール O-アセチルトランスフェラーゼ
- EC 2.3.1.70 欠番 削除
- EC.2.3.1.71 グリシン N-ベンゾイルトランスフェラーゼ
- EC.2.3.1.72 インドールアセチルグルコース-イノシトール O-アシルトランスフェラーゼ
- EC.2.3.1.73 ジアシルグリセロール-ステロール O-アシルトランスフェラーゼ
- EC.2.3.1.74 ナリンゲニン-カルコンシンターゼ
- EC.2.3.1.75 長鎖アルコール O-脂肪酸トランスフェラーゼ
- EC.2.3.1.76 レチノール O-脂肪トランスフェラーゼ
- EC.2.3.1.77 トリアシルグリセロール-ステロール O-アシルトランスフェラーゼ
- EC.2.3.1.78 ヘパラン-α-グルコサミニド N-アセチルトランスフェラーゼ
- EC.2.3.1.79 マルトース O-アセチルトランスフェラーゼ
- EC.2.3.1.80 システイン-S-共役 N-アセチルトランスフェラーゼ
- EC.2.3.1.81 アミノグリコシド N3'-アセチルトランスフェラーゼ
- EC.2.3.1.82 アミノグリコシド N6'-アセチルトランスフェラーゼ
- EC.2.3.1.83 ホスファチジルコリン-ドリコール O-アシルトランスフェラーゼ
- EC.2.3.1.84 アルコール O-アセチルトランスフェラーゼ
- EC.2.3.1.85 脂肪酸シンターゼ
- EC.2.3.1.86 脂肪-アシルCoAシンターゼ
- EC.2.3.1.87 アラルキルアミン N-アセチルトランスフェラーゼ
- EC.2.3.1.88 ペプチド α-N-アセチルトランスフェラーゼ
- EC.2.3.1.89 テトラヒドロジピコリン酸 N-アセチルトランスフェラーゼ
- EC.2.3.1.90 β-グルコガリン O-ガロイルトランスフェラーゼ
- EC.2.3.1.91 シナポイルグルコース-コリン O-シナポイルトランスフェラーゼ
- EC.2.3.1.92 シナポイルグルコース-リンゴ酸 O-シナポイルトランスフェラーゼ
- EC.2.3.1.93 13-ヒドロキシルパニン O-チグロイルトランスフェラーゼ
- EC.2.3.1.94 6-デオキシエリトロノリドBシンターゼ
- EC.2.3.1.95 トリヒドロキシスチルベンシンターゼ
- EC.2.3.1.96 糖タンパク質 N-パルミチン酸トランスフェラーゼ
- EC.2.3.1.97 グリシルペプチド N-テトラデカン酸トランスフェラーゼ
- EC.2.3.1.98 クロロゲン酸-グルカル酸 O-ヒドロキシシンナモイルトランスフェラーゼ
- EC.2.3.1.99 キナ酸 O-ヒドロキシシンナモイルトランスフェラーゼ
- EC.2.3.1.100 (ミエリン-プロテオリピド)O-パルミチン酸トランスフェラーゼ
- EC.2.3.1.101 ホルミルメタノフラン-テトラヒドロメタノプテリン N-ホルミルトランスフェラーゼ
- EC.2.3.1.102 N6-ヒドロキシリシン O-アセチルトランスフェラーゼ
- EC.2.3.1.103 シナポイルグルコース-シナポイルグルコース O-シナポイルトランスフェラーゼ
- EC 2.3.1.104 欠番 削除
- EC.2.3.1.105 アルキルグリセロリン酸 2-O-アセチルトランスフェラーゼ
- EC.2.3.1.106 タルトロン酸 O-ヒドロキシシンナモイルトランスフェラーゼ
- EC.2.3.1.107 デアセチルビンドリン O-アセチルトランスフェラーゼ
- EC.2.3.1.108 α-チューブリン N-アセチルトランスフェラーゼ
- EC.2.3.1.109 アルギニン N-スクシニルトランスフェラーゼ
- EC.2.3.1.110 チラミン N-フェルロイルトランスフェラーゼ
- EC.2.3.1.111 ミコセロス酸シンターゼ
- EC.2.3.1.112 D-トリプトファン N-マロイルトランスフェラーゼ
- EC.2.3.1.113 アントラニル酸 N-マロイルトランスフェラーゼ
- EC.2.3.1.114 3,4-ジクロロアニリン N-マロイルトランスフェラーゼ
- EC.2.3.1.115 イソフラボン 7-O-β-グルコシド-6''-O-マロイルトランスフェラーゼ
- EC.2.3.1.116 フラボノール-3-O-β-グルコシド-O-マロイルトランスフェラーゼ
- EC.2.3.1.117 2,3,4,5-テトラヒドロピリジン-2,6-ジカルボン酸 N-スクシニルトランスフェラーゼ
- EC.2.3.1.118 N-ヒドロキシアリールアミン O-アセチルトランスフェラーゼ
- EC.2.3.1.119 イコサノイルCoAシンターゼ
- EC 2.3.1.120 欠番 削除
- EC.2.3.1.121 1-アルケニルグリセロホスホエタノールアミン O-アシルトランスフェラーゼ
- EC.2.3.1.122 トレハロース O-ミコリルトランスフェラーゼ
- EC.2.3.1.123 ドリコール O-アシルトランスフェラーゼ
- EC 2.3.1.124 欠番 削除
- EC.2.3.1.125 1-アルキル-2-アセチルグリセロール O-アシルトランスフェラーゼ
- EC.2.3.1.126 イソクエン酸 O-ジヒドロキシシンナモイルトランスフェラーゼ
- EC.2.3.1.127 オルニチン N-ベンゾイルトランスフェラーゼ
- EC.2.3.1.128 リボゾーム性-タンパク質-アラニン N-アセチルトランスフェラーゼ
- EC.2.3.1.129 アシル-(アシル輸送タンパク質)-UDP-N-アセチルグルコサミン O-アシルトランスフェラーゼ
- EC.2.3.1.130 ガラクタル酸 O-ヒドロキシシンナモイルトランスフェラーゼ
- EC.2.3.1.131 グルカル酸 O-ヒドロキシシンナモイルトランスフェラーゼ
- EC.2.3.1.132 グルカロラクトン O-ヒドロキシシンナモイルトランスフェラーゼ
- EC.2.3.1.133 シキミ酸 O-ヒドロキシシンナモイルトランスフェラーゼ
- EC.2.3.1.134 ガラクトリピド O-アシルトランスフェラーゼ
- EC.2.3.1.135 ホスファチジルコリン-レチノール O-アシルトランスフェラーゼ
- EC.2.3.1.136 ポリシアル酸 O-アセチルトランスフェラーゼ
- EC.2.3.1.137 カルニチン O-オクタノイルトランスフェラーゼ
- EC.2.3.1.138 プトレシン N-ヒドロキシ桂皮酸トランスフェラーゼ
- EC.2.3.1.139 エクジソン O-アシルトランスフェラーゼ
- EC.2.3.1.140 ロスマリン酸シンターゼ
- EC.2.3.1.141 ガラクトシルアシルグリセロール O-アシルトランスフェラーゼ
- EC.2.3.1.142 糖タンパク質 O-脂肪アシルトランスフェラーゼ
- EC.2.3.1.143 β-グルコガリン-テトラキスガロイルグルコース O-ガロイルトランスフェラーゼ
- EC.2.3.1.144 アントラニル酸 N-ベンゾイルトランスフェラーゼ
- EC.2.3.1.145 ピペリジン N-ピペロイルトランスフェラーゼ
- EC.2.3.1.146 ピノシルビンシンターゼ
- EC.2.3.1.147 グリセロリン脂質アラキドノイルトランスフェラーゼ (CoA非依存性)
- EC.2.3.1.148 グリセロリン脂質アシルトランスフェラーゼ (CoA依存性)
- EC.2.3.1.149 血小板活性化因子アセチルトランスフェラーゼ
- EC.2.3.1.150 サルタリジノール 7-O-アセチルトランスフェラーゼ
- EC.2.3.1.151 2,3',4,6-テトラヒドロキシベンゾフェノンシンターゼ
- EC.2.3.1.152 アルコール O-シンナモイルトランスフェラーゼ
- EC.2.3.1.153 アントシアニン-5-(6'''-ヒドロキシシンナモイルトランスフェラーゼ)
- EC.2.3.1.154 プロピオニルCoA C2-トリメチルトリデカノイルトランスフェラーゼ
- EC.2.3.1.155 アセチルCoA C-ミリストイルトランスフェラーゼ
- EC.2.3.1.156 ピロロイソバレロフェノンシンターゼ
- EC.2.3.1.157 グルコサミン-1-リン酸 N-アセチルトランスフェラーゼ
- EC.2.3.1.158 リン脂質:ジアシルグリセロールアシルトランスフェラーゼ
- EC.2.3.1.159 アクリドンシンターゼ
- EC.2.3.1.160 ビノリンシンターゼ
- EC.2.3.1.161 ロバスタチンノナケチドシンターゼ
- EC.2.3.1.162 タキサジエン-5α-オール O-アセチルトランスフェラーゼ
- EC.2.3.1.163 10-ヒドロキシタキサン O-アセチルトランスフェラーゼ
- EC.2.3.1.164 イソペニシリン-N N-アシルトランスフェラーゼ
- EC.2.3.1.165 6-メチルサリチル酸シンターゼ
- EC.2.3.1.166 2α-ヒドロキシタキサン 2-O-ベンゾイルトランスフェラーゼ
- EC.2.3.1.167 10-デアセチルバッカチンIII 10-O-アセチルトランスフェラーゼ
- EC.2.3.1.168 ジヒドロリポイルリシン残基(2-メチルプロパノイル)トランスフェラーゼ
- EC.2.3.1.169 CO-メチル化アセチルCoAシンターゼ
- EC.2.3.1.170 6'-デオキシカルコンシンターゼ
- EC.2.3.1.171 アントシアニン-6''-O-マロニルトランスフェラーゼ
- EC.2.3.1.172 アントシアニン 5-O-グルコシド 6'''-O-マロニルトランスフェラーゼ
- EC.2.3.1.173 フラボノール-3-O-トリグルコシド O-クマロイルトランスフェラーゼ
- EC.2.3.1.174 3-オキソアジピルCoAチオラーゼ
- EC.2.3.1.175 デアセチルセファロスポリンCアセチルトランスフェラーゼ
- EC.2.3.1.176 プロパノイルCoA C-アシルトランスフェラーゼ
- EC.2.3.1.177 3,5-ジヒドロキシビフェニルシンターゼ
- EC.2.3.1.178 ジアミノ酪酸アセチルトランスフェラーゼ
- EC.2.3.1.179 β-ケトアシル-(アシル輸送タンパク質)シンターゼII
- EC.2.3.1.180 β-ケトアシル-(アシル輸送タンパク質)シンターゼIII
- EC.2.3.1.181 リポイル(オクタノイル)トランスフェラーゼ
- EC.2.3.1.182 (R)-シトラマル酸シンターゼ
- EC.2.3.1.183 ホスフィノトリシンアセチルトランスフェラーゼ
- EC.2.3.1.184 アシルホモセリンラクトンシンターゼ
- EC.2.3.1.185 トロピンアシルトランスフェラーゼ
- EC.2.3.1.186 プセウドトロピンアシルトランスフェラーゼ
- EC.2.3.1.187 アセチル-S-ACP:マロン酸ACPトランスフェラーゼ
- EC.2.3.1.188 ω-ヒドロキシパルミチン酸 O-フェルロイルトランスフェラーゼ
- EC.2.3.1.189 マイコチオールシンターゼ
- EC.2.3.1.190 アセトインデヒドロゲナーゼ
- EC.2.3.1.191 UDP-3-O-(3-ヒドロキシミリストイル)グルコサミン N-アセチルトランスフェラーゼ
- EC.2.3.1.192 グリシン N-フェニルアセトイルトランスフェラーゼ
- EC.2.3.1.193 tRNAMetシチジンアセチルトランスフェラーゼ
- EC.2.3.1.194 アセトアセチルCoAシンターゼ
- EC.2.3.1.195 (Z)-3-ヘキセン-1-オールアセチルトランスフェラーゼ
- EC.2.3.1.196 ベンジルアルコール O-ベンゾイルトランスフェラーゼ
- EC.2.3.1.197 dTDP-3-アミノ-3,6-ジデオキシ-α-D-ガラクトピラノース 3-N-アセチルトランスフェラーゼ
- EC.2.3.1.198 グリセロール-3-リン酸 2-O-アシルトランスフェラーゼ
- EC.2.3.1.199 極長鎖 3-オキソアシルCoAシンターゼ
- EC.2.3.1.200 リポイルアミドトランスフェラーゼ
- EC.2.3.1.201 UDP-2-アセトアミド-3-アミノ-2,3-ジデオキシグルクロン酸 N-アセチルトランスフェラーゼ
- EC.2.3.1.202 UDP-4-アミノ-4,6-ジデオキシ-N-アセチル-β-L-アルトロサミン N-アセチルトランスフェラーゼ
- EC.2.3.1.203 UDP-N-アセチルバシロサミン N-アセチルトランスフェラーゼ
- EC.2.3.1.204 オクタノイル-(GcvH):タンパク質 N-オクタノイルトランスフェラーゼ
- EC.2.3.1.205 フミガクラビンB O-アセチルトランスフェラーゼ
- EC.2.3.1.206 3,5,7-トリオキソドデカノイルCoAシンターゼ
- EC.2.3.1.207 β-ケトデカノイル-(アシル輸送タンパク質)シンターゼ
- EC.2.3.1.208 4-ヒドロキシクマリンシンターゼ
- EC.2.3.1.209 dTDP-4-アミノ-4,6-ジデオキシ-D-グルコースアシルトランスフェラーゼ
- EC.2.3.1.210 dTDP-4-アミノ-4,6-ジデオキシ-D-ガラクトースアシルトランスフェラーゼ
- EC.2.3.1.211 ビスデメトキシクルクミンシンターゼ
- EC.2.3.1.212 ベンザラクトンシンターゼ
- EC.2.3.1.213 シアニジン 3-O-(6-O-グルコシル-2-O-キシロシルガラクトシド) 6'''-O-ヒドロキシシンナモイルトランスフェラーゼ
- EC.2.3.1.214 ペラルゴニジン 3-O-(6-カフェオイルグルコシド) 5-O-(6-O-マロイルグルコシド) 4'''-マロニルトランスフェラーゼ
- EC.2.3.1.215 アントシアニジン 3-O-グルコシド 6''-O-アシルトランスフェラーゼ
- EC.2.3.1.216 5,7-ジヒドロキシ-2-メチルクロモンシンターゼ
- EC.2.3.1.217 クルクミンシンターゼ
- EC.2.3.1.218 フェニルプロパノイルアセチルCoAシンターゼ
- EC.2.3.1.219 デメトキシクルクミンシンターゼ
- EC.2.3.1.220 2,4,6-トリヒドロキシベンゾフェノンシンターゼ
- EC.2.3.1.221 ノルアントロンシンターゼ
- EC.2.3.1.222 リン酸プロパノイルトランスフェラーゼ
- EC.2.3.1.223 3-オキソ-5,6-ジデヒドロスベリルCoAチオラーゼ

#### EC.2.3.2.-(アミノアシルトランスフェラーゼ)
- EC.2.3.2.1 D-グルタミルトランスフェラーゼ
- EC.2.3.2.2 γ-グルタミルトランスフェラーゼ
- EC.2.3.2.3 リシルトランスフェラーゼ
- EC.2.3.2.4 γ-グルタミルシクロトランスフェラーゼ
- EC.2.3.2.5 グルタミニルペプチドシクロトランスフェラーゼ
- EC.2.3.2.6 ロイシルトランスフェラーゼ
- EC.2.3.2.7 アスパルチルトランスフェラーゼ
- EC.2.3.2.8 アルギニルトランスフェラーゼ
- EC.2.3.2.9 アガリチンγ-グルタミルトランスフェラーゼ
- EC.2.3.2.10 UDP-N-アセチルムラモイルペンタペプチド-リシン N6-アラニルトランスフェラーゼ
- EC.2.3.2.11 アラニルホスファチジルグリセロールシンターゼ
- EC.2.3.2.12 ペプチジルトランスフェラーゼ
- EC.2.3.2.13 タンパク質-グルタミン γ-グルタミルトランスフェラーゼ
- EC.2.3.2.14 D-アラニン γ-グルタミルトランスフェラーゼ
- EC.2.3.2.15 グルタチオン γ-グルタミルシステイニルトランスフェラーゼ
- EC.2.3.2.16 脂肪II:グリシングリシルトランスフェラーゼ
- EC.2.3.2.17 N-アセチルムラモイル-L-アラニル-D-グルタミル-L-リシル-(N6-グリシル)-D-アラニル-D-アラニン-ジホスホウンデカプレニル-N-アセチルグルコサミン:グリシングリシルトランスフェラーゼ
- EC.2.3.2.18 N-アセチルムラモイル-L-アラニル-D-グルタミル-L-リシル-(N6-トリグリシン)-D-アラニル-D-アラニン-ジホスホウンデカプレニル-N-アセチルグルコサミン:グリシングリシルトランスフェラーゼ
- EC.2.3.2.19 リボスタマイシン:4-(γ-L-グルタミルアミノ)-(S)-2-ヒドロキシブタノイル-(BtrIアシル輸送タンパク質) 4-(γ-L-グルタミルアミノ)-(S)-2-ヒドロキシブタン酸トランスフェラーゼ
- EC.2.3.2.20 シクロ(L-ロイシル-L-フェニルアラニル)シンターゼ
- EC.2.3.2.21 シクロ(L-チロシル-L-チロシル)シンターゼ
- EC.2.3.2.22 シクロ(L-ロイシル-L-ロイシル)シンターゼ

#### EC.2.3.3.-(アシル基をアルキル基へ転移し変換するもの)
- EC.2.3.3.1 クエン酸シンターゼ
- EC.2.3.3.2 デシルクエン酸シンターゼ
- EC.2.3.3.3 クエン酸(Re)シンターゼ
- EC.2.3.3.4 デシルホモクエン酸シンターゼ
- EC.2.3.3.5 2-メチルクエン酸シンターゼ
- EC.2.3.3.6 2-エチルリンゴ酸シンターゼ
- EC.2.3.3.7 3-エチルリンゴ酸シンターゼ
- EC.2.3.3.8 ATPクエン酸シンターゼ
- EC.2.3.3.9 リンゴ酸シンターゼ
- EC.2.3.3.10 ヒドロキシメチルグルタリルCoAシンターゼ
- EC.2.3.3.11 2-ヒドロキシグルタル酸シンターゼ
- EC.2.3.3.12 3-プロピルリンゴ酸シンターゼ
- EC.2.3.3.13 2-イソプロピルリンゴ酸シンターゼ
- EC.2.3.3.14 ホモクエン酸シンターゼ
- EC.2.3.3.15 スルホアセトアルデヒドアセチルトランスフェラーゼ

### EC.2.4.-(グリコシルトランスフェラーゼ)

#### EC.2.4.1.-(ヘキソシルトランスフェラーゼ)
- EC.2.4.1.1 ホスホリラーゼ
- EC.2.4.1.2 デキストリンデキストラナーゼ
- EC 2.4.1.3 欠番 → EC 2.4.1.25に統合
- EC.2.4.1.4 アミロスクラーゼ
- EC.2.4.1.5 デキストラスクラーゼ
- EC 2.4.1.6 欠番 削除
- EC.2.4.1.7 スクロースホスホリラーゼ
- EC.2.4.1.8 マルトースホスホリラーゼ
- EC.2.4.1.9 イヌロスクラーゼ
- EC.2.4.1.10 レバンスクラーゼ
- EC.2.4.1.11 グリコーゲン(スターチ)シンターゼ
- EC.2.4.1.12 セルロースシンターゼ (UDP生成)
- EC.2.4.1.13 スクロースシンターゼ
- EC.2.4.1.14 スクロースリン酸シンターゼ
- EC.2.4.1.15 α,α-トレハロースリン酸シンターゼ (UDP生成)
- EC.2.4.1.16 キチンシンターゼ
- EC.2.4.1.17 グルクロン酸転移酵素
- EC.2.4.1.18 1,4-α-グルカン分枝酵素
- EC.2.4.1.19 シクロマルトデキストリングルカノトランスフェラーゼ
- EC.2.4.1.20 セロビオースホスホリラーゼ
- EC.2.4.1.21 スターチシンターゼ (グリコシル基転移)
- EC.2.4.1.22 ラクトースシンターゼ
- EC.2.4.1.23 スフィンゴシン β-ガラクトシルトランスフェラーゼ
- EC.2.4.1.24 1,4-α-グルカン 6-α-グルコシルトランスフェラーゼ
- EC.2.4.1.25 4-α-グルカノトランスフェラーゼ
- EC.2.4.1.26 DNA α-グルコシルトランスフェラーゼ
- EC.2.4.1.27 DNA β-グルコシルトランスフェラーゼ
- EC.2.4.1.28 グルコシル-DNA β-グルコシルトランスフェラーゼ
- EC.2.4.1.29 セルロースシンターゼ (GDP生成)
- EC.2.4.1.30 1,3-β-オリゴグルカンホスホリラーゼ
- EC.2.4.1.31 ラミナリビオースホスホリラーゼ
- EC.2.4.1.32 グルコマンナン 4-β-マンノシルトランスフェラーゼ
- EC.2.4.1.33 アルギン酸シンターゼ
- EC.2.4.1.34 1,3-β-グルカンシンターゼ
- EC.2.4.1.35 フェノール β-グルコシルトランスフェラーゼ
- EC.2.4.1.36 α,α-トレハロースリン酸シンターゼ (GDP生成)
- EC.2.4.1.37 フコシルガラクトシド 3-α-ガラクトシルトランスフェラーゼ
- EC.2.4.1.38 β-N-アセチルグルコサミニルグリコペプチド β-1,4-ガラクトシルトランスフェラーゼ
- EC.2.4.1.39 ステロイド N-アセチルグルコサミニルトランスフェラーゼ
- EC.2.4.1.40 糖タンパク質-フコシルガラクトシド α-N-アセチルガラクトサミニルトランスフェラーゼ
- EC.2.4.1.41 ポリペプチド N-アセチルガラクトサミニルトランスフェラーゼ
- EC 2.4.1.42 欠番 → EC 2.4.1.17に統合
- EC.2.4.1.43 ポリガラクツロン酸 4-α-ガラクツロノシルトランスフェラーゼ
- EC.2.4.1.44 リポ多糖 3-α-ガラクトシルトランスフェラーゼ
- EC.2.4.1.45 2-ヒドロキシアシルスフィンゴシン 1-β-ガラクトシルトランスフェラーゼ
- EC.2.4.1.46 モノガラクトシルジアシルグリセロールシンターゼ
- EC.2.4.1.47 N-アシルスフィンゴシンガラクトシルトランスフェラーゼ
- EC.2.4.1.48 ヘテログリカン α-マンノシルトランスフェラーゼ
- EC.2.4.1.49 セロデキストリンホスホリラーゼ
- EC.2.4.1.50 プロコラーゲンガラクトシルトランスフェラーゼ
- EC 2.4.1.51 欠番 → EC 2.4.1.101, EC 2.4.1.143, EC 2.4.1.144ないしはEC 2.4.1.145に振り分け
- EC.2.4.1.52 ポリ(グリセロール-リン酸) α-グルコシルトランスフェラーゼ
- EC.2.4.1.53 ポリ(リビトール-リン酸)β-グルコシルトランスフェラーゼ
- EC.2.4.1.54 ウンデカプレニル-リン酸マンノシルトランスフェラーゼ
- EC 2.4.1.55 欠番 → EC 2.7.8.14
- EC.2.4.1.56 リポ多糖 N-アセチルグルコサミニルトランスフェラーゼ
- EC.2.4.1.57 ホスファチジルイノシトール α-マンノシルトランスフェラーゼ
- EC.2.4.1.58 リポ多糖 グルコシルトランスフェラーゼ I
- EC 2.4.1.59 欠番 → 合EC 2.4.1.17に統
- EC.2.4.1.60 アベクオシルトランスフェラーゼ
- EC 2.4.1.61 欠番 → EC 2.4.1.17に統合
- EC.2.4.1.62 ガングリオシドガラクトシルトランスフェラーゼ
- EC.2.4.1.63 リナマリンシンターゼ
- EC.2.4.1.64 α,α-トレハロース ホスホリラーゼ
- EC.2.4.1.65 3-ガラクトシル-N-アセチルグルコサミニド 4-α-L-フコシルトランスフェラーゼ
- EC.2.4.1.66 プロコラーゲングルコシルトランスフェラーゼ
- EC.2.4.1.67 ガラクチノール-ラフィノース ガラクトシルトランスフェラーゼ
- EC.2.4.1.68 糖タンパク質 6-α-L-フコシルトランスフェラーゼ
- EC.2.4.1.69 ガラクトシド 2-α-L-フコシルトランスフェラーゼ
- EC.2.4.1.70 ポリ(リビトール-リン酸) N-アセチルグルコサミニル-トランスフェラーゼ
- EC.2.4.1.71 アリールアミングルコシルトランスフェラーゼ
- EC 2.4.1.72 欠番 → EC 2.4.2.24
- EC.2.4.1.73 リポ多糖グルコシルトランスフェラーゼII
- EC.2.4.1.74 グリコサミノグリカンガラクトシルトランスフェラーゼ
- EC 2.4.1.75 欠番 削除
- EC 2.4.1.76 欠番 → EC 2.4.1.17に統合
- EC 2.4.1.77 欠番 → EC 2.4.1.17に統合
- EC.2.4.1.78 ホスホポリプレノールグルコシルトランスフェラーゼ
- EC.2.4.1.79 グロボトリアオシルセラミド 3-β-N-アセチルガラクトサミニルトランスフェラーゼ
- EC.2.4.1.80 セラミドグルコシルトランスフェラーゼ
- EC.2.4.1.81 フラボン 7-O-β-グルコシルトランスフェラーゼ
- EC.2.4.1.82 ガラクチノール-スクロースガラクトシルトランスフェラーゼ
- EC.2.4.1.83 ドリキルリン酸 β-D-マンノシルトランスフェラーゼ
- EC 2.4.1.84 欠番 → EC 2.4.1.17に統合
- EC.2.4.1.85 シアノヒドリン β-グルコシルトランスフェラーゼ
- EC.2.4.1.86 グルコサミニルガラクトシルグルコシルセラミド β-ガラクトシルトランスフェラーゼ
- EC.2.4.1.87 N-アセチルラクトサミニド 3-α-ガラクトシルトランスフェラーゼ
- EC.2.4.1.88 グロボシド α-N-アセチルガラクトサミニルトランスフェラーゼ
- EC 2.4.1.89 欠番 → EC 2.4.1.69に統合
- EC.2.4.1.90 N-アセチルラクトサミンシンターゼ
- EC.2.4.1.91 フラボノール 3-O-グルコシルトランスフェラーゼ
- EC.2.4.1.92 (N-アセチルノイラミニル)-ガラクトシルグルコシルセラミド N-アセチルガラクトサミニルトランスフェラーゼ
- EC 2.4.1.93 欠番 → EC 4.2.2.18
- EC.2.4.1.94 タンパク質 N-アセチルグルコサミニルトランスフェラーゼ
- EC.2.4.1.95 ビリルビン-グルクロノシドグルクロノシルトランスフェラーゼ
- EC.2.4.1.96 sn-グリセロール-3-リン酸 1-ガラクトシルトランスフェラーゼ
- EC.2.4.1.97 1,3-β-D-グルカン ホスホリラーゼ
- EC 2.4.1.98 欠番 → EC 2.4.1.90に統合
- EC.2.4.1.99 スクロース:スクロース フルクトシルトランスフェラーゼ
- EC.2.4.1.100 2,1-フルクタン:2,1-フルクタン 1-フルクトシルトランスフェラーゼ
- EC.2.4.1.101 α-1,3-マンノシル-糖タンパク質 2-β-N-アセチルグルコサミニルトランスフェラーゼ
- EC.2.4.1.102 β-1,3-ガラクトシル-O-グリコシル-糖タンパク質 β-1,6-N-アセチルグルコサミニルトランスフェラーゼ
- EC.2.4.1.103 アリザリン 2-β-グルコシルトランスフェラーゼ
- EC.2.4.1.104 o-ジヒドロキシクマリン 7-O-グルコシルトランスフェラーゼ
- EC.2.4.1.105 ビテキシンβ-グルコシルトランスフェラーゼ
- EC.2.4.1.106 イソビテキシンβ-グルコシルトランスフェラーゼ
- EC 2.4.1.107 欠番 → EC 2.4.1.17に統合
- EC 2.4.1.108 欠番 → EC 2.4.1.17に統合
- EC.2.4.1.109 ドリキルリン酸-マンノース-タンパク質マンノシルトランスフェラーゼ
- EC.2.4.1.110 tRNA-クエオシンβ-マンノシルトランスフェラーゼ
- EC.2.4.1.111 コニフェリル-アルコールグルコシルトランスフェラーゼ
- EC 2.4.1.112 欠番 削除
- EC.2.4.1.113 α-1,4-グルカン-タンパク質シンターゼ (ADP生成)
- EC.2.4.1.114 2-クマル酸 O-β-グルコシルトランスフェラーゼ
- EC.2.4.1.115 アントシアニジン 3-O-グルコシルトランスフェラーゼ
- EC.2.4.1.116 シアニジン 3-O-ルチノシド 5-O-グルコシルトランスフェラーゼ
- EC.2.4.1.117 ドリキルリン酸 β-グルコシルトランスフェラーゼ
- EC.2.4.1.118 サイトカイニン 7-β-グルコシルトランスフェラーゼ
- EC 2.4.1.119 欠番 → EC 2.4.99.18
- EC.2.4.1.120 シナピン酸 1-グルコシルトランスフェラーゼ
- EC.2.4.1.121 インドール-3-酢酸 β-グルコシルトランスフェラーゼ
- EC.2.4.1.122 糖タンパク質-N-アセチルガラクトサミン 3-β-ガラクトシルトランスフェラーゼ
- EC.2.4.1.123 イノシトール 3-α-ガラクトシルトランスフェラーゼ
- EC 2.4.1.124 欠番 → EC 2.4.1.87に統合
- EC.2.4.1.125 スクロース-1,6-α-グルカン 3(6)-α-グルコシルトランスフェラーゼ
- EC.2.4.1.126 ヒドロキシケイ皮酸 4-β-グルコシルトランスフェラーゼ
- EC.2.4.1.127 モノテルペノール β-グルコシルトランスフェラーゼ
- EC.2.4.1.128 スコポレチングルコシルトランスフェラーゼ
- EC.2.4.1.129 ペプチドグリカングリコシルトランスフェラーゼ
- EC 2.4.1.130 欠番 → EC 2.4.1.258, 2.4.1.259, 2.4.1.260, 2.4.1.261
- EC.2.4.1.131 糖脂質 2-α-マンノシルトランスフェラーゼ
- EC.2.4.1.132 糖脂質 3-α-マンノシルトランスフェラーゼ
- EC.2.4.1.133 キシロシルタンパク質 4-β-ガラクトシルトランスフェラーゼ
- EC.2.4.1.134 ガラクトシルキシロシルタンパク質 3-β-ガラクトシルトランスフェラーゼ
- EC.2.4.1.135 ガラクトシルガラクトシルキシロシルタンパク質 3-β-グルクロノシルトランスフェラーゼ
- EC.2.4.1.136 没食子酸 1-β-グルコシルトランスフェラーゼ
- EC.2.4.1.137 sn-グリセロール-3-リン酸 2-α-ガラクトシルトランスフェラーゼ
- EC.2.4.1.138 マンノテトラオース 2-α-N-アセチルグルコサミニルトランスフェラーゼ
- EC.2.4.1.139 マルトース シンターゼ
- EC.2.4.1.140 アルテルナンスクラーゼ
- EC.2.4.1.141 N-アセチルグルコサミニルジホスホドリコール N-アセチルグルコサミニルトランスフェラーゼ
- EC.2.4.1.142 キトバイオシルジホスホドリコール β-マンノシルトランスフェラーゼ
- EC.2.4.1.143 α-1,6-マンノシル-糖タンパク質 2-β-N-アセチルグルコサミニルトランスフェラーゼ
- EC.2.4.1.144 β-1,4-マンノシル-糖タンパク質 4-β-N-アセチルグルコサミニルトランスフェラーゼ
- EC.2.4.1.145 α-1,3-マンノシル-糖タンパク質 4-β-N-アセチルグルコサミニルトランスフェラーゼ
- EC.2.4.1.146 β-1,3-ガラクトシル-O-グリコシル-糖タンパク質 β-1,3-N-アセチルグルコサミニルトランスフェラーゼ
- EC.2.4.1.147 アセチルガラクトサミニル-O-グリコシル-糖タンパク質 β-1,3-N-アセチルグルコサミニルトランスフェラーゼ
- EC.2.4.1.148 アセチルガラクトサミニル-O-グリコシル-糖タンパク質 β-1,6-N-アセチルグルコサミニルトランスフェラーゼ
- EC.2.4.1.149 N-アセチルラクトサミニド β-1,3-N-アセチルグルコサミニルトランスフェラーゼ
- EC.2.4.1.150 N-アセチルラクトサミニド β-1,6-N-アセチルグルコサミニル-トランスフェラーゼ
- EC 2.4.1.151 欠番 → EC 2.4.1.87
- EC.2.4.1.152 ガラクトシド 3-フコシルトランスフェラーゼ
- EC.2.4.1.153 ドリキル-リン酸 α-N-アセチルグルコサミニルトランスフェラーゼ
- EC 2.4.1.154 欠番 → EC 2.4.1.79
- EC.2.4.1.155 α-1,6-マンノシル-糖タンパク質 6-β-N-アセチルグルコサミニルトランスフェラーゼ
- EC.2.4.1.156 インドリルアセチル-myo-イノシトールガラクトシルトランスフェラーゼ
- EC.2.4.1.157 1,2-ジアシルグリセロール 3-グルコシルトランスフェラーゼ
- EC.2.4.1.158 13-ヒドロキシドコサン酸 13-β-グルコシルトランスフェラーゼ
- EC.2.4.1.159 フラボノール-3-O-グルコシド L-ラムノシルトランスフェラーゼ
- EC.2.4.1.160 ピリドキシン 5'-O-β-D-グルコシルトランスフェラーゼ
- EC.2.4.1.161 オリゴ糖 4-α-D-グルコシルトランスフェラーゼ
- EC.2.4.1.162 アルドース β-D-フルクトシルトランスフェラーゼ
- EC.2.4.1.163 β-ガラクトシル-N-アセチルグルコサミニルガラクトシルグルコシル-セラミド β-1,3-アセチルグルコサミニルトランスフェラーゼ
- EC.2.4.1.164 ガラクトシル-N-アセチルグルコサミニルガラクトシルグルコシル-セラミド β-1,6-N-アセチルグルコサミニルトランスフェラーゼ
- EC.2.4.1.165 N-アセチルノイラミニルガラクトシルグルコシルセラミド β-1,4-N-アセチルガラクトサミニルトランスフェラーゼ
- EC.2.4.1.166 ラフィノース-ラフィノース α-ガラクトシルトランスフェラーゼ
- EC.2.4.1.167 スクロース 6F-α-ガラクトシルトランスフェラーゼ
- EC.2.4.1.168 キシログルカン 4-グルコシルトランスフェラーゼ
- EC 2.4.1.169 欠番 → EC 2.4.2.39
- EC.2.4.1.170 イソフラボン 7-O-グルコシルトランスフェラーゼ
- EC.2.4.1.171 メチル-ONN-アゾキシメタノール β-D-グルコシルトランスフェラーゼ
- EC.2.4.1.172 サリチル-アルコール β-D-グルコシルトランスフェラーゼ
- EC.2.4.1.173 ステロール 3β-グルコシルトランスフェラーゼ
- EC.2.4.1.174 グルクロニルガラクトシルプロテオグリカン 4-β-N-アセチルガラクトサミニルトランスフェラーゼ
- EC.2.4.1.175 グルクロノシル-N-アセチルガラクトサミニル-プロテオグリカン 4-β-N-アセチルガラクトサミニルトランスフェラーゼ
- EC.2.4.1.176 ジベレリン β-D-グルコシルトランスフェラーゼ
- EC.2.4.1.177 ケイ皮酸 β-D-グルコシルトランスフェラーゼ
- EC.2.4.1.178 ヒドロキシマンデロニトリルグルコシルトランスフェラーゼ
- EC.2.4.1.179 ラクトシルセラミド β-1,3-ガラクトシルトランスフェラーゼ
- EC.2.4.1.180 リポ多糖 N-アセチルマンノサミノウロノシルトランスフェラーゼ
- EC.2.4.1.181 ヒドロキシアントラキノングルコシルトランスフェラーゼ
- EC.2.4.1.182 脂肪-A-二糖シンターゼ
- EC.2.4.1.183 α-1,3-グルカン シンターゼ
- EC.2.4.1.184 ガラクト脂肪ガラクトシルトランスフェラーゼ
- EC.2.4.1.185 フラバノン 7-O-β-グルコシルトランスフェラーゼ
- EC.2.4.1.186 グリコゲニングルコシルトランスフェラーゼ
- EC.2.4.1.187 N-アセチルグルコサミニルジホスホウンデカプレノール N-アセチル-β-D-マンノサミニルトランスフェラーゼ
- EC.2.4.1.188 N-アセチルグルコサミニルジホスホウンデカプレノールグルコシルトランスフェラーゼ
- EC.2.4.1.189 ルテオリン 7-O-グルクロノシルトランスフェラーゼ
- EC.2.4.1.190 ルテオリン-7-O-グルクロニド 2''-O-グルクロノシルトランスフェラーゼ
- EC.2.4.1.191 ルテオリン-7-O-ジグルクロニド 4'-O-グルクロノシルトランスフェラーゼ
- EC.2.4.1.192 ヌアチゲニン 3β-グルコシルトランスフェラーゼ
- EC.2.4.1.193 サルサポゲニン 3β-グルコシルトランスフェラーゼ
- EC.2.4.1.194 4-ヒドロキシ安息香酸 4-O-β-D-グルコシルトランスフェラーゼ
- EC.2.4.1.195 N-ヒドロキシチオアミド S-β-グルコシルトランスフェラーゼ
- EC.2.4.1.196 ニコチン酸グルコシルトランスフェラーゼ
- EC.2.4.1.197 高マンノースオリゴ糖 β-1,4-N-アセチルグルコサミニルトランスフェラーゼ
- EC.2.4.1.198 ホスファチジルイノシトール N-アセチルグルコサミニルトランスフェラーゼ
- EC.2.4.1.199 β-マンノシルホスホデカプレノール-マンノオリゴ糖 6-マンノシルトランスフェラーゼ
- EC 2.4.1.200 欠番 → EC 4.2.2.17
- EC.2.4.1.201 α-1,6-マンノシル-糖タンパク質 4-β-N-アセチルグルコサミニルトランスフェラーゼ
- EC.2.4.1.202 2,4-ジヒドロキシ-7-メトキシ-2H-1,4-ベンゾキサジン-3(4H)-オン 2-D-グルコシルトランスフェラーゼ
- EC.2.4.1.203 trans-ゼアチン O-β-D-グルコシルトランスフェラーゼ
- EC 2.4.1.204 欠番 → EC 2.4.2.40
- EC.2.4.1.205 ガラクトーゲン 6β-ガラクトシルトランスフェラーゼ
- EC.2.4.1.206 ラクトシルセラミド 1,3-N-アセチル-β-D-グルコサミニルトランスフェラーゼ
- EC.2.4.1.207 キシログルカン:キシログルコシルトランスフェラーゼ
- EC.2.4.1.208 ジグルコシルジアシルグリセロールシンターゼ
- EC.2.4.1.209 cis-p-クマル酸グルコシルトランスフェラーゼ
- EC.2.4.1.210 リモノイドグルコシルトランスフェラーゼ
- EC.2.4.1.211 1,3-β-ガラクトシル-N-アセチルヘキソサミンホスホリラーゼ
- EC.2.4.1.212 ヒアルロナンシンターゼ
- EC.2.4.1.213 グルコシルグリセロール-リン酸シンターゼ
- EC.2.4.1.214 糖タンパク質 3-α-L-フコシルトランスフェラーゼ
- EC.2.4.1.215 cis-ゼアチン O-β-D-グルコシルトランスフェラーゼ
- EC.2.4.1.216 トレハロース 6-リン酸 ホスホリラーゼ
- EC.2.4.1.217 マンノシル-3-ホスホグリセリン酸シンターゼ
- EC.2.4.1.218 ヒドロキノングルコシルトランスフェラーゼ
- EC.2.4.1.219 ボミレニングルコシルトランスフェラーゼ
- EC.2.4.1.220 インドキシル-UDPG グルコシルトランスフェラーゼ
- EC.2.4.1.221 ペプチド-O-フコシルトランスフェラーゼ
- EC.2.4.1.222 O-フコシルペプチド 3-β-N-アセチルグルコサミニルトランスフェラーゼ
- EC.2.4.1.223 グルクロニル-ガラクトシル-プロテオグリカン 4-α-N-アセチルグルコサミニルトランスフェラーゼ
- EC.2.4.1.224 グルクロノシル-N-アセチルグルコサミニル-プロテオグリカン 4-α-N-アセチルグルコサミニルトランスフェラーゼ
- EC.2.4.1.225 N-アセチルグルコサミニル-プロテオグリカン 4-β-グルクロノシルトランスフェラーゼ
- EC.2.4.1.226 N-アセチルガラクトサミニル-プロテオグリカン 3-β-グルクロノシルトランスフェラーゼ
- EC.2.4.1.227 ウンデカプレニルジホスホ-ムラモイルペンタペプチド β-N-アセチルグルコサミニルトランスフェラーゼ
- EC.2.4.1.228 ラクトシルセラミド 4-α-ガラクトシルトランスフェラーゼ
- EC.2.4.1.229 (Skp1タンパク質) ヒドロキシプロリン N-アセチルグルコサミニルトランスフェラーゼ
- EC.2.4.1.230 コージビオースホスホリラーゼ
- EC.2.4.1.231 α,α-トレハロースホスホリラーゼ (立体配置維持)
- EC.2.4.1.232 糖脂質 6-α-マンノシルトランスフェラーゼ
- EC 2.4.1.233 欠番 → EC 2.4.1.115
- EC.2.4.1.234 ケンペロール 3-O-ガラクトシルトランスフェラーゼ
- EC 2.4.1.235 欠番 → EC 2.4.1.116
- EC.2.4.1.236 フラバノン 7-O-グルコシド 2''-O-β-L-ラムノシルトランスフェラーゼ
- EC.2.4.1.237 フラボノール 7-O-β-グルコシルトランスフェラーゼ
- EC.2.4.1.238 アントシアニン 3'-O-β-グルコシルトランスフェラーゼ
- EC.2.4.1.239 フラボノール-3-O-グルコシドグルコシルトランスフェラーゼ
- EC.2.4.1.240 フラボノール-3-O-グリコシドグルコシルトランスフェラーゼ
- EC.2.4.1.241 ジガラクトシルジアシルグリセロールシンターゼ
- EC.2.4.1.242 NDP-グルコース-スターチグルコシルトランスフェラーゼ
- EC.2.4.1.243 6G-フルクトシルトランスフェラーゼ
- EC.2.4.1.244 N-アセチル-β-グルコサミニル-糖タンパク質 4-β-N-アセチルガラクトサミニルトランスフェラーゼ
- EC.2.4.1.245 α,α-トレハロースシンターゼ
- EC.2.4.1.246 マンノシルフルクトース-リン酸シンターゼ
- EC.2.4.1.247 β-D-ガラクトシル-(1→4)-L-ラムノースホスホリラーゼ
- EC.2.4.1.248 シクロイソマルトオリゴ糖グルカノトランスフェラーゼ
- EC.2.4.1.249 デルフィニジン 3',5'-O-グルコシルトランスフェラーゼ
- EC.2.4.1.250 D-イノシトール-3-リン酸グリコシルトランスフェラーゼ
- EC.2.4.1.251 GlcA-β-(1→2)-D-Man-α-(1→3)-D-Glc-β-(1→4)-D-Glc-α-1-ジホスホ-ditrans,octacis-ウンデカプレノール4-β-マンノシルトランスフェラーゼ
- EC.2.4.1.252 GDP-マンノース:セロビオシル-ジホスホpolyプレノールα-マンノシルトランスフェラーゼ
- EC.2.4.1.253 バイカレイン 7-O-グルクロノシルトランスフェラーゼ
- EC.2.4.1.254 シアニジン-3-O-グルコシド2''-O-グルクロノシルトランスフェラーゼ
- EC.2.4.1.255 タンパク質 O-GlcNAcトランスフェラーゼ
- EC.2.4.1.256 ドリキル-P-Glc:Glc2Man9GlcNAc2-PP-ドリコールα-1,2-グルコシルトランスフェラーゼ
- EC.2.4.1.257 GDP-Man:Man2GlcNAc2-PP-ドリコールα-1,6-マンノシルトランスフェラーゼ
- EC.2.4.1.258 ドリキル-P-Man:Man5GlcNAc2-PP-ドリコールα-1,3-マンノシルトランスフェラーゼ
- EC.2.4.1.259 ドリキル-P-Man:Man6GlcNAc2-PP-ドリコールα-1,2-マンノシルトランスフェラーゼ
- EC.2.4.1.260 ドリキル-P-Man:Man7GlcNAc2-PP-ドリコールα-1,6-マンノシルトランスフェラーゼ
- EC.2.4.1.261 ドリキル-P-Man:Man8GlcNAc2-PP-ドリコールα-1,2-マンノシルトランスフェラーゼ
- EC.2.4.1.262 ソヤサポゲノールグルクロノシルトランスフェラーゼ
- EC.2.4.1.263 アブシシン酸 β-グルコシルトランスフェラーゼ
- EC.2.4.1.264 D-Man-α-(1→3)-D-Glc-β-(1→4)-D-Glc-α-1-ジホスホウンデカプレノール2-β-グルクロニルトランスフェラーゼ
- EC.2.4.1.265 ドリキル-P-Glc:Glc1Man9GlcNAc2-PP-ドリコールα-1,3-グルコシルトランスフェラーゼ
- EC.2.4.1.266 グルコシル-3-ホスホグリセリン酸シンターゼ
- EC.2.4.1.267 ドリキル-P-Glc:Man9GlcNAc2-PP-ドリコールα-1,3-グルコシルトランスフェラーゼ
- EC.2.4.1.268 グルコシルグリセリン酸シンターゼ
- EC.2.4.1.269 マンノシルグリセリン酸シンターゼ
- EC.2.4.1.270 マンノシルグルコシル-3-ホスホグリセリン酸シンターゼ
- EC.2.4.1.271 クロセチングルコシルトランスフェラーゼ
- EC.2.4.1.272 ソヤサポゲノールBグルクロニドガラクトシルトランスフェラーゼ
- EC.2.4.1.273 ソヤサポゲニンIIIラムノシルトランスフェラーゼ
- EC.2.4.1.274 グルコシルセラミドβ-1,4-ガラクトシルトランスフェラーゼ
- EC.2.4.1.275 ネオラクトトリアオシルセラミドβ-1,4-ガラクトシルトランスフェラーゼ
- EC.2.4.1.276 ゼアキサンチングルコシルトランスフェラーゼ
- EC.2.4.1.277 グリコシルトランスフェラーゼDesVII
- EC.2.4.1.278 デソサミニルトランスフェラーゼEryCIII
- EC.2.4.1.279 ニゲロースホスホリラーゼ
- EC.2.4.1.280 N,N'-ジアセチルキトビオースホスホリラーゼ
- EC.2.4.1.281 4-O-β-D-マンノシル-D-グルコースホスホリラーゼ
- EC.2.4.1.282 3-O-α-D-グルコシル-L-ラムノースホスホリラーゼ
- EC.2.4.1.283 2-デオキシストレプタミンN-アセチル-D-グルコサミニルトランスフェラーゼ
- EC.2.4.1.284 2-デオキシストレプタミングルコシルトランスフェラーゼ
- EC.2.4.1.285 UDP-GlcNAc:リボスタマイシンN-アセチルグルコサミニルトランスフェラーゼ
- EC.2.4.1.286 カルコン4'-O-グルコシルトランスフェラーゼ
- EC.2.4.1.287 ラムノピラノシル-N-アセチルグルコサミニル-ジホスホ-デカプレノールβ-1,3/1,4-ガラクトフラノシルトランスフェラーゼ
- EC.2.4.1.288 ガラクトフラノシルガラクトフラノシルラムノシル-N-アセチルグルコサミニル-ジホスホ-デカプレノールβ-1,5/1,6-ガラクトフラノシルトランスフェラーゼ
- EC.2.4.1.289 N-アセチルグルコサミニル-ジホスホ-デカプレノールL-ラムノシルトランスフェラーゼ
- EC.2.4.1.290 N,N'-ジアセチルバシロサミニル-ジホスホ-ウンデカプレノールα-1,3-N-アセチルガラクトサミニルトランスフェラーゼ
- EC.2.4.1.291 N-アセチルガラクトサミン-N,N'-ジアセチルバシロサミニル-ジホスホ-ウンデカプレノール4-α-N-アセチルガラクトサミニルトランスフェラーゼ
- EC.2.4.1.292 GalNAc-α-(1→4)-GalNAc-α-(1→3)-diNAcBac-PP-ウンデカプレノールα-1,4-N-アセチル-D-ガラクトサミニルトランスフェラーゼ
- EC.2.4.1.293 GalNAc5-diNAcBac-PP-ウンデカプレノールβ-1,3-グルコシルトランスフェラーゼ
- EC.2.4.1.294 シアニジン 3-O-ガラクトシルトランスフェラーゼ
- EC.2.4.1.295 アントシアニン 3-O-サンブバイオシド 5-O-グルコシルトランスフェラーゼ
- EC.2.4.1.296 アントシアニジン 3-O-クマロイルルチノシド 5-O-グルコシルトランスフェラーゼ
- EC.2.4.1.297 アントシアニジン 3-O-グルコシド 2''-O-グルコシルトランスフェラーゼ
- EC.2.4.1.298 アントシアニジン 3-O-グルコシド 5-O-グルコシルトランスフェラーゼ
- EC.2.4.1.299 シアニジン3-O-グルコシド5-O-グルコシルトランスフェラーゼ(アシル-グルコース)
- EC.2.4.1.300 シアニジン3-O-グルコシド7-O-グルコシルトランスフェラーゼ(アシル-グルコース)

#### EC.2.4.2.-(ペントシルトランスフェラーゼ)
- EC.2.4.2.1 プリン-ヌクレオシドホスホリラーゼ
- EC.2.4.2.2 ピリミジン-ヌクレオシドホスホリラーゼ
- EC.2.4.2.3 ウリジンホスホリラーゼ
- EC.2.4.2.4 チミジンホスホリラーゼ
- EC.2.4.2.5 ヌクレオシドリボシルトランスフェラーゼ
- EC.2.4.2.6 ヌクレオシドデオキシリボシルトランスフェラーゼ
- EC.2.4.2.7 アデニンホスホリボシルトランスフェラーゼ
- EC.2.4.2.8 ヒポキサンチンホスホリボシルトランスフェラーゼ
- EC.2.4.2.9 ウラシルホスホリボシルトランスフェラーゼ
- EC.2.4.2.10 オロト酸ホスホリボシルトランスフェラーゼ
- EC 2.4.2.11 欠番 → EC 6.3.4.21
- EC.2.4.2.12 ニコチンアミドホスホリボシルトランスフェラーゼ
- EC 2.4.2.13 欠番 → EC 2.5.1.6
- EC.2.4.2.14 アミドホスホリボシルトランスフェラーゼ
- EC.2.4.2.15 グアノシンホスホリラーゼ
- EC.2.4.2.16 尿酸-リボヌクレオチドホスホリラーゼ
- EC.2.4.2.17 ATPホスホリボシルトランスフェラーゼ
- EC.2.4.2.18 アントラニル酸ホスホリボシルトランスフェラーゼ
- EC.2.4.2.19 ニコチン酸-ヌクレオチドジホスホリラーゼ (カルボキシル化)
- EC.2.4.2.20 ジオキソテトラヒドロピリミジンホスホリボシルトランスフェラーゼ
- EC.2.4.2.21 ニコチン酸-ヌクレオチド-ジメチルベンズイミダゾールホスホリボシルトランスフェラーゼ
- EC.2.4.2.22 キサンチンホスホリボシルトランスフェラーゼ
- EC.2.4.2.23 デオキシウリジンホスホリラーゼ
- EC.2.4.2.24 1,4-β-D-キシランシンターゼ
- EC.2.4.2.25 フラボンアピオシルトランスフェラーゼ
- EC.2.4.2.26 タンパク質キシロシルトランスフェラーゼ
- EC.2.4.2.27 dTDP-ジヒドロストレプトース-ストレプチジン-6-リン酸ジヒドロストレプトシルトランスフェラーゼ
- EC.2.4.2.28 S-メチル-5'-チオアデノシンホスホリラーゼ
- EC.2.4.2.29 tRNA-グアノシン34 トランスグリコシラーゼ
- EC.2.4.2.30 NAD+ ADP-リボシルトランスフェラーゼ
- EC.2.4.2.31 NAD+-タンパク質-アルギニン ADP-リボシルトランスフェラーゼ
- EC.2.4.2.32 ドリキル-リン酸D-キシロシルトランスフェラーゼ
- EC.2.4.2.33 ドリキル-キシロシル-リン酸-タンパク質キシロシルトランスフェラーゼ
- EC.2.4.2.34 インドリルアセチルイノシトールアラビノシルトランスフェラーゼ
- EC.2.4.2.35 フラボノール-3-O-グリコシド キシロシルトランスフェラーゼ
- EC.2.4.2.36 NAD+-ジフタミド ADP-リボシルトランスフェラーゼ
- EC.2.4.2.37 NAD+-二窒素-レダクターゼ ADP-D-リボシルトランスフェラーゼ
- EC.2.4.2.38 糖タンパク質 2-β-D-キシロシルトランスフェラーゼ
- EC.2.4.2.39 キシログルカン 6-キシロシルトランスフェラーゼ
- EC.2.4.2.40 ゼアチン O-β-D-キシロシルトランスフェラーゼ
- EC.2.4.2.41 キシロガラクツロナン β-1,3-キシロシルトランスフェラーゼ
- EC.2.4.2.42 UDP-D-キシロース:β-D-グルコシド α-1,3-D-キシロシルトランスフェラーゼ
- EC.2.4.2.43 脂肪IVA 4-アミノ-4-デオキシ-L-アラビノシルトランスフェラーゼ
- EC.2.4.2.44 S-メチル-5'-チオイノシンホスホリラーゼ
- EC.2.4.2.45 デカプレニル-リン酸ホスホリボシルトランスフェラーゼ
- EC.2.4.2.46 ガラクタン 5-O-アラビノフラノシルトランスフェラーゼ
- EC.2.4.2.47 アラビノフラナン 3-O-アラビノシルトランスフェラーゼ
- EC.2.4.2.48 tRNA-グアニン15 トランスグリコシラーゼ
- EC.2.4.2.49 ネアミンホスホリボシルトランスフェラーゼ
- EC.2.4.2.50 シアニジン 3-O-ガラクトシド 2''-O-キシロシルトランスフェラーゼ
- EC.2.4.2.51 アントシアニジン 3-O-グルコシド 2'''-O-キシロシルトランスフェラーゼ
- EC.2.4.2.52 トリホスホリボシル-デホスホ-CoAシンターゼ
- EC.2.4.2.53 ウンデカプレニル-リン酸4-デオキシ-4-ホルムアミド-L-アラビノーストランスフェラーゼ
- EC.2.4.2.54 β-リボフラノシルアミノベンゼン 5'-リン酸シンターゼ

#### EC.2.4.99.-(その他のグリコシル基を移すもの)
- EC.2.4.99.1 β-ガラクトシド-α-2,6-シアリルトランスフェラーゼ
- EC.2.4.99.2 モノシアロガングリオシドシアリルトランスフェラーゼ
- EC.2.4.99.3 α-N-アセチルガラクトサミニド-α-2,6-シアリルトランスフェラーゼ
- EC.2.4.99.4 β-ガラクトシド-α-2,3-シアリルトランスフェラーゼ
- EC.2.4.99.5 ガラクトシルジアシルグリセロール-α-2,3-シアリルトランスフェラーゼ
- EC.2.4.99.6 N-アセチルラクトサミニド-α-2,3-シアリルトランスフェラーゼ
- EC.2.4.99.7 α-N-アセチルノイラミン酸-2,3-β-ガラクトシル-1,3-N-アセチルガラクトサミニド-6-α-シアリルトランスフェラーゼ
- EC.2.4.99.8 α-N-アセチルノイラミン酸-α-2,8-シアリルトランスフェラーゼ
- EC.2.4.99.9 ラクトシルセラミド-α-2,3-シアリルトランスフェラーゼ
- EC.2.4.99.10 ネオラクトテトラオシルセラミド-α-2,3-シアリルトランスフェラーゼ
- EC.2.4.99.11 ラクトシルセラミド-α-2,6-N-シアリルトランスフェラーゼ
- EC.2.4.99.12 脂肪IVA 3-デオキシ-D-マンノ-オクツロソン酸トランスフェラーゼ
- EC.2.4.99.13 (KDO)-脂肪IVA 3-デオキシ-D-マンノ-オクツロソン酸トランスフェラーゼ
- EC.2.4.99.14 (KDO)2-脂肪IVA (2-8) 3-デオキシ-D-マンノ-オクツロソン酸トランスフェラーゼ
- EC.2.4.99.15 (KDO)3-脂肪IVA (2-4) 3-デオキシ-D-マンノ-オクツロソン酸トランスフェラーゼ
- EC.2.4.99.16 スターチシンターゼ (マルトシル基転移)
- EC.2.4.99.17 S-アデノシルメチオニン:tRNA リボシルトランスフェラーゼ-イソメラーゼ
- EC.2.4.99.18 ドリキル-ジホスホオリゴ糖-タンパク質グリコトランスフェラーゼ
- EC.2.4.99.19 ウンデカプレニル-ジホスホオリゴ糖-タンパク質グリコトランスフェラーゼ

### EC.2.5.-(メチル基以外のアルキル基またはアリル基を移すもの)
- EC.2.5.1.1 ジメチルアリルtransトランスフェラーゼ
- EC.2.5.1.2 チアミンピリジニラーゼ
- EC.2.5.1.3 チアミン-リン酸ジホスホリラーゼ
- EC.2.5.1.4 アデノシルメチオニンシクロトランスフェラーゼ
- EC.2.5.1.5 ガラクトース-6-スルフリラーゼ
- EC.2.5.1.6 メチオニンアデノシルトランスフェラーゼ
- EC.2.5.1.7 UDP-N-アセチルグルコサミン 1-カルボキシビニルトランスフェラーゼ
- EC 2.5.1.8 欠番 → EC 2.5.1.75
- EC.2.5.1.9 リボフラビンシンターゼ
- EC.2.5.1.10 (2E,6E)-ファルネシル二リン酸シンターゼ
- EC 2.5.1.11 欠番 → EC 2.5.1.84 および EC 2.5.1.85
- EC 2.5.1.12 欠番 → EC 2.5.1.18
- EC 2.5.1.13 欠番 → EC 2.5.1.18
- EC 2.5.1.14 欠番 → EC 2.5.1.18
- EC.2.5.1.15 ジヒドロプテロイン酸シンターゼ
- EC.2.5.1.16 スペルミジンシンターゼ
- EC.2.5.1.17 コビリン酸(I) a,c-ジアミドアデノシルトランスフェラーゼ
- EC.2.5.1.18 グルタチオン-S-トランスフェラーゼ
- EC.2.5.1.19 3-ホスホシキミ酸 1-カルボキシビニルトランスフェラーゼ
- EC.2.5.1.20 ラバー cis-ポリプレニルcisトランスフェラーゼ
- EC.2.5.1.21 スクアレンシンターゼ
- EC.2.5.1.22 スペルミンシンターゼ
- EC.2.5.1.23 sym-ノルスペルミジンシンターゼ
- EC.2.5.1.24 ジスカデニンシンターゼ
- EC.2.5.1.25 tRNA-ウリジンアミノカルボキシプロピルトランスフェラーゼ
- EC.2.5.1.26 アルキルグリセロン-リン酸シンターゼ
- EC.2.5.1.27 アデニル酸ジメチルアリルトランスフェラーゼ
- EC.2.5.1.28 ジメチルアリルcisトランスフェラーゼ
- EC.2.5.1.29 ゲラニルゲラニル二リン酸シンターゼ
- EC.2.5.1.30 ヘプタプレニル二リン酸シンターゼ
- EC.2.5.1.31 ditrans,polycis-ウンデカプレニル二リン酸シンターゼ ((2E,6E)-ファルネシル二リン酸特異的)
- EC.2.5.1.32 15-cis-フィトエンシンターゼ
- EC 2.5.1.33 欠番 → EC 2.5.1.82 および EC 2.5.1.83
- EC.2.5.1.34 4-ジメチルアリルトリプトファンシンターゼ
- EC.2.5.1.35 アスプルビノンジメチルアリルトランスフェラーゼ
- EC.2.5.1.36 トリヒドロキシプテロカルパンジメチルアリルトランスフェラーゼ
- EC 2.5.1.37 欠番 → EC 4.4.1.20
- EC.2.5.1.38 イソノカルジシンシンターゼ
- EC.2.5.1.39 4-ヒドロキシ安息香酸ポリプレニルトランスフェラーゼ
- EC 2.5.1.40 欠番 → EC 4.2.3.9
- EC.2.5.1.41 ホスホグリセロールゲラニルゲラニルトランスフェラーゼ
- EC.2.5.1.42 ゲラニルゲラニルグリセロール-リン酸 ゲラニルゲラニルトランスフェラーゼ
- EC.2.5.1.43 ニコチアナミンシンターゼ
- EC.2.5.1.44 ホモスペルミジンシンターゼ
- EC.2.5.1.45 ホモスペルミジンシンターゼ (スペルミジン特異的)
- EC.2.5.1.46 デオキシヒプシンシンターゼ
- EC.2.5.1.47 システインシンターゼ
- EC.2.5.1.48 シスタチオニンγ-シンターゼ
- EC.2.5.1.49 O-アセチルホモセリンアミノカルボキシプロピルトランスフェラーゼ
- EC.2.5.1.50 ゼアチン 9-アミノカルボキシエチルトランスフェラーゼ
- EC.2.5.1.51 β-ピラゾリルアラニンシンターゼ
- EC.2.5.1.52 L-ミモシンシンターゼ
- EC.2.5.1.53 ウラシリルアラニンシンターゼ
- EC.2.5.1.54 3-デオキシ-7-ホスホヘプツロン酸シンターゼ
- EC.2.5.1.55 3-デオキシ-8-ホスホオクツロン酸シンターゼ
- EC.2.5.1.56 N-アセチルノイラミン酸シンターゼ
- EC.2.5.1.57 N-アシルノイラミン酸-9-リン酸シンターゼ
- EC.2.5.1.58 タンパク質ファルネシルトランスフェラーゼ
- EC.2.5.1.59 タンパク質ゲラニルゲラニルトランスフェラーゼ タイプI
- EC.2.5.1.60 タンパク質ゲラニルゲラニルトランスフェラーゼ　タイプII
- EC.2.5.1.61 ヒドロキシメチルビランシンターゼ
- EC.2.5.1.62 クロロフィルシンターゼ
- EC.2.5.1.63 アデノシル-フルオリドシンターゼ
- EC 2.5.1.64 欠番 → EC 2.2.1.9 および EC 4.2.99.20
- EC.2.5.1.65 O-ホスホセリンスルフィドリラーゼ
- EC.2.5.1.66 N2-(2-カルボキシエチル)アルギニンシンターゼ
- EC.2.5.1.67 クリサンテミル二リン酸シンターゼ
- EC.2.5.1.68 (2Z,6E)-ファルネシル二リン酸シンターゼ
- EC.2.5.1.69 ラバンズリル二リン酸シンターゼ
- EC.2.5.1.70 ナリンゲニン 8-ジメチルアリルトランスフェラーゼ
- EC.2.5.1.71 レアキアノンG 2''-ジメチルアリルトランスフェラーゼ
- EC.2.5.1.72 キノリン酸シンターゼ
- EC.2.5.1.73 O-ホスホ-L-セリル-tRNA:Cys-tRNAシンターゼ
- EC.2.5.1.74 1,4-ジヒドロキシ-2-ナフトエ酸ポリプレニルトランスフェラーゼ
- EC.2.5.1.75 tRNAジメチルアリルトランスフェラーゼ
- EC.2.5.1.76 システイン酸シンターゼ
- EC.2.5.1.77 7,8-ジデメチル-8-ヒドロキシ-5-デアザリボフラビンシンターゼ
- EC.2.5.1.78 6,7-ジメチル-8-リビチルルマジンシンターゼ
- EC.2.5.1.79 サーモスペルミンシンターゼ
- EC.2.5.1.80 7-ジメチルアリルトリプトファンシンターゼ
- EC.2.5.1.81 ゲラニルファルネシル二リン酸シンターゼ
- EC.2.5.1.82 ヘキサプレニル二リン酸シンターゼ (ゲラニルゲラニル二リン酸特異的)
- EC.2.5.1.83 ヘキサプレニル二リン酸シンターゼ ((2E,6E)-ファルネシル二リン酸特異的)
- EC.2.5.1.84 all-trans-ノナプレニル二リン酸シンターゼ (ゲラニル二リン酸特異的)
- EC.2.5.1.85 all-trans-ノナプレニル二リン酸シンターゼ (ゲラニルゲラニル二リン酸特異的)
- EC.2.5.1.86 trans,polycis-デカプレニル二リン酸シンターゼ
- EC.2.5.1.87 ditrans,polycis-ポリプレニル二リン酸シンターゼ ((2E,6E)-ファルネシル二リン酸特異的)
- EC.2.5.1.88 trans,polycis-ポリプレニル二リン酸シンターゼ ((2Z,6E)-ファルネシル二リン酸特異的)
- EC.2.5.1.89 tritrans,polycis-ウンデカプレニル二リン酸シンターゼ (ゲラニルゲラニル二リン酸特異的)
- EC.2.5.1.90 all-trans-オクタプレニル二リン酸シンターゼ
- EC.2.5.1.91 all-trans-デカプレニル二リン酸シンターゼ
- EC.2.5.1.92 (2Z,6Z)-ファルネシル二リン酸シンターゼ
- EC.2.5.1.93 4-ヒドロキシ安息香酸ゲラニルトランスフェラーゼ
- EC.2.5.1.94 アデノシル-クロリドシンターゼ
- EC.2.5.1.95 キサンタンケタールピルビン酸トランスフェラーゼ
- EC.2.5.1.96 4,4'-ジアポフィトエンシンターゼ
- EC.2.5.1.97 プソイダミン酸シンターゼ
- EC.2.5.1.98 Rhizobium leguminosarum 菌体外多糖 グルコシル ケタール-ピルビン酸-トランスフェラーゼ
- EC.2.5.1.99 all-trans-フィトエンシンターゼ
- EC.2.5.1.100 フミガクラビンAジメチルアリルトランスフェラーゼ
- EC.2.5.1.101 N,N'-ジアセチルレジオナミン酸シンターゼ
- EC.2.5.1.102 ゲラニル-ピロリン酸-オリベトール酸ゲラニルトランスフェラーゼ
- EC.2.5.1.103 プレスクアレン二リン酸シンターゼ
- EC.2.5.1.104 N1-アミノプロピルアグマチンシンターゼ
- EC.2.5.1.105 7,8-ジヒドロプテリン-6-イル-メチル-4-(β-D-リボフラノシル)アミノベンゼン 5'-リン酸シンターゼ
- EC.2.5.1.106 トリプロスタチンBシンターゼ
- EC.2.5.1.107 ベルクロゲンプレニルトランスフェラーゼ

### EC.2.6.-(窒素基を移すもの)

#### EC.2.6.1.-(トランスアミナーゼ)
- EC.2.6.1.1 アスパラギン酸トランスアミナーゼ
- EC.2.6.1.2 アラニントランスアミナーゼ
- EC.2.6.1.3 システイントランスアミナーゼ
- EC.2.6.1.4 グリシントランスアミナーゼ
- EC.2.6.1.5 チロシントランスアミナーゼ
- EC.2.6.1.6 ロイシントランスアミナーゼ
- EC.2.6.1.7 キヌレニン-オキソグルタル酸トランスアミナーゼ
- EC.2.6.1.8 2,5-ジアミノ吉草酸トランスアミナーゼ
- EC.2.6.1.9 ヒスチジノール-リン酸トランスアミナーゼ
- EC 2.6.1.10 欠番 → EC 2.6.1.21
- EC.2.6.1.11 アセチルオルニチントランスアミナーゼ
- EC.2.6.1.12 アラニン-オキソ酸トランスアミナーゼ
- EC.2.6.1.13 オルニチンアミノトランスフェラーゼ
- EC.2.6.1.14 アスパラギン-オキソ酸トランスアミナーゼ
- EC.2.6.1.15 グルタミン-ピルビン酸トランスアミナーゼ
- EC.2.6.1.16 グルタミン-フルクトース-6-リン酸トランスアミナーゼ (異性化)
- EC.2.6.1.17 スクシニルジアミノピメリン酸トランスアミナーゼ
- EC.2.6.1.18 β-アラニン-ピルビン酸トランスアミナーゼ
- EC.2.6.1.19 4-アミノ酪酸-2-オキソグルタル酸トランスアミナーゼ
- EC 2.6.1.20 欠番 削除
- EC.2.6.1.21 D-アミノ酸トランスアミナーゼ
- EC.2.6.1.22 (S)-3-アミノ-2-メチルプロピオン酸トランスアミナーゼ
- EC.2.6.1.23 4-ヒドロキシグルタミン酸トランスアミナーゼ
- EC.2.6.1.24 ジヨードチロシントランスアミナーゼ
- EC 2.6.1.25 欠番 → EC 2.6.1.24
- EC.2.6.1.26 甲状腺ホルモントランスアミナーゼ
- EC.2.6.1.27 トリプトファントランスアミナーゼ
- EC.2.6.1.28 トリプトファン-フェニルピルビン酸トランスアミナーゼ
- EC.2.6.1.29 ジアミントランスアミナーゼ
- EC.2.6.1.30 ピリドキサミン-ピルビン酸トランスアミナーゼ
- EC.2.6.1.31 ピリドキサミン-オキサロ酢酸トランスアミナーゼ
- EC.2.6.1.32 バリン-3-メチル-2-オキソ吉草酸トランスアミナーゼ
- EC.2.6.1.33 dTDP-4-アミノ-4,6-ジデオキシ-D-グルコーストランスアミナーゼ
- EC.2.6.1.34 UDP-N-アセチルバシロサミントランスアミナーゼ
- EC.2.6.1.35 グリシン-オキサロ酢酸トランスアミナーゼ
- EC.2.6.1.36 L-リシン 6-トランスアミナーゼ
- EC.2.6.1.37 (2-アミノエチル)ホスホン酸-ピルビン酸トランスアミナーゼ
- EC.2.6.1.38 ヒスチジントランスアミナーゼ
- EC.2.6.1.39 2-アミノアジピン酸トランスアミナーゼ
- EC.2.6.1.40 (R)-3-アミノ-2-メチルプロピオン酸-ピルビン酸トランスアミナーゼ
- EC.2.6.1.41 D-メチオニン-ピルビン酸トランスアミナーゼ
- EC.2.6.1.42 分枝鎖アミノ酸トランスアミナーゼ
- EC.2.6.1.43 アミノレブリン酸トランスアミナーゼ
- EC.2.6.1.44 アラニン-グリオキシル酸トランスアミナーゼ
- EC.2.6.1.45 セリン-グリオキシル酸トランスアミナーゼ
- EC.2.6.1.46 ジアミノ酪酸-ピルビン酸トランスアミナーゼ
- EC.2.6.1.47 アラニン-オキソマロン酸トランスアミナーゼ
- EC.2.6.1.48 5-アミノ吉草酸トランスアミナーゼ
- EC.2.6.1.49 ジヒドロキシフェニルアラニントランスアミナーゼ
- EC.2.6.1.50 グルタミン-scyllo-イノシトールトランスアミナーゼ
- EC.2.6.1.51 セリン-ピルビン酸トランスアミナーゼ
- EC.2.6.1.52 ホスホセリン トランスアミナーゼ
- EC 2.6.1.53 欠番 → EC 1.4.1.13
- EC.2.6.1.54 ピリドキサミン-リン酸トランスアミナーゼ
- EC.2.6.1.55 タウリン-2-オキソグルタル酸トランスアミナーゼ
- EC.2.6.1.56 1D-1-グアニジノ-3-アミノ-1,3-ジデオキシ-scyllo-イノシトールトランスアミナーゼ
- EC.2.6.1.57 芳香族アミノ酸トランスアミナーゼ
- EC.2.6.1.58 フェニルアラニン(ヒスチジン)トランスアミナーゼ
- EC.2.6.1.59 dTDP-4-アミノ-4,6-ジデオキシガラクトーストランスアミナーゼ
- EC.2.6.1.60 芳香族アミノ酸-グリオキシル酸トランスアミナーゼ
- EC 2.6.1.61 欠番 → EC 2.6.1.40
- EC.2.6.1.62 アデノシルメチオニン-8-アミノ-7-オキソノナン酸トランスアミナーゼ
- EC.2.6.1.63 キヌレニン-グリオキシル酸トランスアミナーゼ
- EC.2.6.1.64 グルタミン-フェニルピルビン酸トランスアミナーゼ
- EC.2.6.1.65 N6-アセチル-β-リシン トランスアミナーゼ
- EC.2.6.1.66 バリン-ピルビン酸トランスアミナーゼ
- EC.2.6.1.67 2-アミノヘキサン酸トランスアミナーゼ
- EC.2.6.1.68 オルニチン(リシン)トランスアミナーゼ
- EC 2.6.1.69 欠番 → EC 2.6.1.11
- EC.2.6.1.70 アスパラギン酸-フェニルピルビン酸トランスアミナーゼ
- EC.2.6.1.71 リシン-ピルビン酸 6-トランスアミナーゼ
- EC.2.6.1.72 D-4-ヒドロキシフェニルグリシントランスアミナーゼ
- EC.2.6.1.73 メチオニン-グリオキシル酸トランスアミナーゼ
- EC.2.6.1.74 セファロスポリンC トランスアミナーゼ
- EC.2.6.1.75 システイン-共役トランスアミナーゼ
- EC.2.6.1.76 ジアミノ酪酸-2-オキソグルタル酸トランスアミナーゼ
- EC.2.6.1.77 タウリン-ピルビン酸アミノトランスフェラーゼ
- EC.2.6.1.78 アスパラギン酸-プレフェン酸アミノトランスフェラーゼ
- EC.2.6.1.79 グルタミン酸-プレフェン酸アミノトランスフェラーゼ
- EC.2.6.1.80 ニコチアナミンアミノトランスフェラーゼ
- EC.2.6.1.81 スクシニルオルニチントランスアミナーゼ
- EC.2.6.1.82 プトレシンアミノトランスフェラーゼ
- EC.2.6.1.83 LL-ジアミノピメリン酸アミノトランスフェラーゼ
- EC.2.6.1.84 アルギニン-ピルビン酸トランスアミナーゼ
- EC.2.6.1.85 アミノデオキシコリスミ酸シンターゼ
- EC.2.6.1.86 2-アミノ-4-デオキシコリスミ酸シンターゼ
- EC.2.6.1.87 UDP-4-アミノ-4-デオキシ-L-アラビノースアミノトランスフェラーゼ
- EC.2.6.1.88 メチオニン トランスアミナーゼ
- EC.2.6.1.89 dTDP-3-アミノ-3,6-ジデオキシ-α-D-グルコピラノーストランスアミナーゼ
- EC.2.6.1.90 dTDP-3-アミノ-3,6-ジデオキシ-α-D-ガラクトピラノーストランスアミナーゼ
- EC 2.6.1.91 欠番 → EC 2.6.1.34
- EC.2.6.1.92 UDP-4-アミノ-4,6-ジデオキシ-L-N-アセチル-β-L-アルトロサミントランスアミナーゼ
- EC.2.6.1.93 ネアミントランスアミナーゼ
- EC.2.6.1.94 2'-deアミノ-2'-ヒドロキシネアミントランスアミナーゼ
- EC.2.6.1.95 ネオマイシンCトランスアミナーゼ
- EC.2.6.1.96 4-アミノ酪酸-ピルビン酸トランスアミナーゼ
- EC.2.6.1.97 アルカエオシンシンターゼ
- EC.2.6.1.98 UDP-2-アセトアミド-2-デオキシ-リボ-ヘキサウルロン酸アミノトランスフェラーゼ
- EC.2.6.1.99 L-トリプトファン-ピルビン酸アミノトランスフェラーゼ
- EC.2.6.1.100 L-グルタミン:2-デオキシ-scyllo-イノソースアミノトランスフェラーゼ
- EC.2.6.1.101 L-グルタミン:3-アミノ-2,3-ジデオキシ-scyllo-イノソースアミノトランスフェラーゼ

#### EC.2.6.2.-(アミジノトランスフェラーゼ)
- EC 2.6.2.1 欠番 → EC 2.1.4.1

#### EC.2.6.3.-(オキシイミノトランスフェラーゼ)
- EC.2.6.3.1 オキシイミノトランスフェラーゼ

#### EC.2.6.99.-(その他の窒素基を移すもの)
- EC.2.6.99.1 dATP(dGTP)-DNAプリントランスフェラーゼ
- EC.2.6.99.2 ビリドキシン 5'-リン酸シンターゼ

### EC.2.7.-(リンを含む基を移すもの)

#### EC.2.7.1.-(アルコールを受容体とするホスホトランスフェラーゼ)
- EC.2.7.1.1 ヘキソキナーゼ
- EC.2.7.1.2 グルコキナーゼ
- EC.2.7.1.3 ケトヘキソキナーゼ
- EC.2.7.1.4 フルクトキナーゼ
- EC.2.7.1.5 ラムヌロキナーゼ
- EC.2.7.1.6 ガラクトキナーゼ
- EC.2.7.1.7 マンノキナーゼ
- EC.2.7.1.8 グルコサミンキナーゼ
- EC 2.7.1.9 欠番 削除
- EC.2.7.1.10 ホスホグルコキナーゼ
- EC.2.7.1.11 6-ホスホフルクトキナーゼ
- EC.2.7.1.12 グルコノキナーゼ
- EC.2.7.1.13 デヒドログルコノキナーゼ
- EC.2.7.1.14 セドヘプツロキナーゼ
- EC.2.7.1.15 リボキナーゼ
- EC.2.7.1.16 リブロキナーゼ
- EC.2.7.1.17 キシルロキナーゼ
- EC.2.7.1.18 ホスホリボキナーゼ
- EC.2.7.1.19 ホスホリブロキナーゼ
- EC.2.7.1.20 アデノシンキナーゼ
- EC.2.7.1.21 チミジンキナーゼ
- EC.2.7.1.22 リボシルニコチンアミドキナーゼ
- EC.2.7.1.23 NAD+キナーゼ
- EC.2.7.1.24 デホスホ-CoAキナーゼ
- EC.2.7.1.25 アデニリル-硫酸キナーゼ
- EC.2.7.1.26 リボフラビンキナーゼ
- EC.2.7.1.27 エリトリトールキナーゼ
- EC.2.7.1.28 トリオキナーゼ
- EC.2.7.1.29 グリセロンキナーゼ
- EC.2.7.1.30 グリセロールキナーゼ
- EC.2.7.1.31 グリセリン酸 3-キナーゼ
- EC.2.7.1.32 コリンキナーゼ
- EC.2.7.1.33 パントテン酸キナーゼ
- EC.2.7.1.34 パンテテインキナーゼ
- EC.2.7.1.35 ピリドキサールキナーゼ
- EC.2.7.1.36 メバロン酸キナーゼ
- EC 2.7.1.37 欠番 → EC 2.7.11.1, EC 2.7.11.8, EC 2.7.11.9, EC 2.7.11.10, EC 2.7.11.11, EC 2.7.11.12, EC 2.7.11.13, EC 2.7.11.21, EC 2.7.11.22, EC 2.7.11.24, EC 2.7.11.25, EC 2.7.11.30 および EC 2.7.12.1
- EC 2.7.1.38 欠番 → EC 2.7.11.19
- EC.2.7.1.39 ホモセリンキナーゼ
- EC.2.7.1.40 ピルビン酸キナーゼ
- EC.2.7.1.41 グルコース-1-リン酸ホスホディスムターゼ
- EC.2.7.1.42 リボフラビンホスホトランスフェラーゼ
- EC.2.7.1.43 グルクロノキナーゼ
- EC.2.7.1.44 ガラクツロノキナーゼ
- EC.2.7.1.45 2-デヒドロ-3-デオキシグルコノキナーゼ
- EC.2.7.1.46 L-アラビノキナーゼ
- EC.2.7.1.47 D-リブロキナーゼ
- EC.2.7.1.48 ウリジンキナーゼ
- EC.2.7.1.49 ヒドロキシメチルピリミジンキナーゼ
- EC.2.7.1.50 ヒドロキシエチルチアゾールキナーゼ
- EC.2.7.1.51 L-フルクトキナーゼ
- EC.2.7.1.52 フコキナーゼ
- EC.2.7.1.53 L-キシルロキナーゼ
- EC.2.7.1.54 D-アラビノキナーゼ
- EC.2.7.1.55 アロースキナーゼ
- EC.2.7.1.56 1-ホスホフルクトキナーゼ
- EC 2.7.1.57 欠番 削除
- EC.2.7.1.58 2-デヒドロ-3-デオキシガラクトノキナーゼ
- EC.2.7.1.59 N-アセチルグルコサミンキナーゼ
- EC.2.7.1.60 N-アシルマンノサミンキナーゼ
- EC.2.7.1.61 アシル-リン酸-ヘキソースホスホトランスフェラーゼ
- EC.2.7.1.62 ホスホルアミダート-ヘキソースホスホトランスフェラーゼ
- EC.2.7.1.63 ポリリン酸-グルコースホスホトランスフェラーゼ
- EC.2.7.1.64 イノシトール 3-キナーゼ
- EC.2.7.1.65 scyllo-イノサミン4-キナーゼ
- EC.2.7.1.66 ウンデカプレノールキナーゼ
- EC.2.7.1.67 1-ホスファチジルイノシトール 4-キナーゼ
- EC.2.7.1.68 1-ホスファチジルイノシトール-4-リン酸 5-キナーゼ
- EC.2.7.1.69 タンパク質-Nπ-ホスホヒスチジン-糖ホスホトランスフェラーゼ
- EC 2.7.1.70 欠番 → EC 2.7.1.37
- EC.2.7.1.71 シキミ酸キナーゼ
- EC.2.7.1.72 ストレプトマイシン 6-キナーゼ
- EC.2.7.1.73 イノシンキナーゼ
- EC.2.7.1.74 デオキシシチジンキナーゼ
- EC 2.7.1.75欠番 → EC 2.7.1.21
- EC.2.7.1.76 2'-デオキシアデノシンキナーゼ
- EC.2.7.1.77 ヌクレオシドホスホトランスフェラーゼ
- EC.2.7.1.78 ポリヌクレオチド 5'-ヒドロキシl-キナーゼ
- EC.2.7.1.79 二リン酸-グリセロールホスホトランスフェラーゼ
- EC.2.7.1.80 二リン酸-セリンホスホトランスフェラーゼ
- EC.2.7.1.81 ヒドロキシリシンキナーゼ
- EC.2.7.1.82 エタノールアミンキナーゼ
- EC.2.7.1.83 プソイドウリジンキナーゼ
- EC.2.7.1.84 アルキルグリセロンキナーゼ
- EC.2.7.1.85 β-グルコシドキナーゼ
- EC.2.7.1.86 NADHキナーゼ
- EC.2.7.1.87 ストレプトマイシン 3"-キナーゼ
- EC.2.7.1.88 ジヒドロストレプトマイシン-6-リン酸 3'α-キナーゼ
- EC.2.7.1.89 チアミンキナーゼ
- EC.2.7.1.90 二リン酸-フルクトース-6-リン酸 1-ホスホトランスフェラーゼ
- EC.2.7.1.91 スフィンガニンキナーゼ
- EC.2.7.1.92 5-デヒドロ-2-デオキシグルコノキナーゼ
- EC.2.7.1.93 アルキルグリセロールキナーゼ
- EC.2.7.1.94 アシルグリセロールキナーゼ
- EC.2.7.1.95 カナマイシンキナーゼ
- EC 2.7.1.96 欠番 → EC 2.7.1.86
- EC 2.7.1.97 欠番 → EC 2.7.1.125
- EC 2.7.1.98 欠番 削除
- EC 2.7.1.99 欠番 → EC 2.7.11.2
- EC.2.7.1.100 S-メチル-5-チオリボースキナーゼ
- EC.2.7.1.101 タガトースキナーゼ
- EC.2.7.1.102 ハマメロースキナーゼ
- EC.2.7.1.103 ビオマイシンキナーゼ
- EC 2.7.1.104 欠番 → EC 2.7.99.1
- EC.2.7.1.105 6-ホスホフルクト-2-キナーゼ
- EC.2.7.1.106 グルコース-1,6-ビスリン酸シンターゼ
- EC.2.7.1.107 ジアシルグリセロールキナーゼ (ATP依存性)
- EC.2.7.1.108 ドリコールキナーゼ
- EC 2.7.1.109 欠番 → EC 2.7.11.31
- EC 2.7.1.110 欠番 → EC 2.7.11.3
- EC 2.7.1.111 欠番 → EC 2.7.1.128
- EC 2.7.1.112 欠番 → EC 2.7.10.1およびEC 2.7.10.2
- EC.2.7.1.113 デオキシグアノシンキナーゼ
- EC.2.7.1.114 AMP-チミジンキナーゼ
- EC 2.7.1.115 欠番 → EC 2.7.11.4
- EC 2.7.1.116 欠番 → EC 2.7.11.5
- EC 2.7.1.117 欠番 → EC 2.7.11.18
- EC.2.7.1.118 ADP-チミジンキナーゼ
- EC.2.7.1.119 ヒグロマイシンB 7"-O-キナーゼ
- EC 2.7.1.120 欠番 → EC 2.7.11.17
- EC.2.7.1.121 ホスホエノールピルビン酸-グリセロンホスホトランスフェラーゼ
- EC.2.7.1.122 キシリトールキナーゼ
- EC 2.7.1.123 欠番 → EC 2.7.11.17
- EC 2.7.1.124 欠番 → EC 2.7.11.6
- EC 2.7.1.125 欠番 → EC 2.7.11.14
- EC 2.7.1.126 欠番 → EC 2.7.11.15
- EC.2.7.1.127 イノシトール-トリスリン酸 3-キナーゼ
- EC 2.7.1.128 欠番 → EC 2.7.11.27
- EC 2.7.1.129 欠番 → EC 2.7.11.7
- EC.2.7.1.130 テトラアシル二糖 4'-キナーゼ
- EC.2.7.1.131 欠番 → EC 2.7.11.29
- EC.2.7.1.132 欠番 → EC 2.7.11.28
- EC.2.7.1.133 欠番 → EC 2.7.1.134
- EC.2.7.1.134 イノシトール-四リン酸 1-キナーゼ
- EC.2.7.1.135 欠番 → EC 2.7.11.26
- EC.2.7.1.136 マクロライド 2'-キナーゼ
- EC.2.7.1.137 ホスファチジルイノシトール 3-キナーゼ
- EC.2.7.1.138 セラミドキナーゼ
- EC 2.7.1.139 欠番 → EC 2.7.1.134
- EC.2.7.1.140 イノシトール-四リン酸 5-キナーゼ
- EC 2.7.1.141 欠番 → EC 2.7.11.23
- EC.2.7.1.142 グリセロール-3-リン酸-グルコースホスホトランスフェラーゼ
- EC.2.7.1.143 二リン酸-プリンヌクレオシドキナーゼ
- EC.2.7.1.144 タガトース-6-リン酸キナーゼ
- EC.2.7.1.145 デオキシヌクレオシドキナーゼ
- EC.2.7.1.146 ADP依存性ホスホフルクトキナーゼ
- EC.2.7.1.147 ADP依存性グルコキナーゼ
- EC.2.7.1.148 4-(シチジン 5'-diホスホ)-2-C-メチル-D-エリトリトールキナーゼ
- EC.2.7.1.149 1-ホスファチジルイノシトール-5-リン酸 4-キナーゼ
- EC.2.7.1.150 1-ホスファチジルイノシトール-3-リン酸 5-キナーゼ
- EC.2.7.1.151 イノシトール-ポリリン酸マルチキナーゼ
- EC.2.7.1.152 欠番 → EC 2.7.4.21
- EC.2.7.1.153 ホスファチジルイノシトール-4,5-ビスリン酸 3-キナーゼ
- EC.2.7.1.154 ホスファチジルイノシトール-4-リン酸 3-キナーゼ
- EC.2.7.1.155 欠番 → EC 2.7.4.24
- EC.2.7.1.156 アデノシルコビンアミドキナーゼ
- EC.2.7.1.157 N-アセチルガラクトサミンキナーゼ
- EC.2.7.1.158 イノシトール-五リン酸 2-キナーゼ
- EC.2.7.1.159 イノシトール-1,3,4-トリスリン酸 5/6-キナーゼ
- EC.2.7.1.160 2'-ホスホトランスフェラーゼ
- EC.2.7.1.161 CTP依存性リボフラビンキナーゼ
- EC.2.7.1.162 N-アセチルヘキソサミン 1-キナーゼ
- EC.2.7.1.163 ヒグロマイシンB 4-O-キナーゼ
- EC.2.7.1.164 O-ホスホセリル-tRNASecキナーゼ
- EC.2.7.1.165 グリセリン酸 2-キナーゼ
- EC.2.7.1.166 3-デオキシ-D-マンノ-オクツロソン酸キナーゼ
- EC.2.7.1.167 D-グリセロ-β-D-マンノ-ヘプトース-7-リン酸キナーゼ
- EC.2.7.1.168 D-グリセロ-α-D-マンノ-ヘプトース-7-リン酸キナーゼ
- EC.2.7.1.169 パント酸キナーゼ
- EC.2.7.1.170 アンヒドロ-N-アセチルムラミン酸キナーゼ
- EC.2.7.1.171 タンパク質-フルクトサミン3-キナーゼ
- EC.2.7.1.172 タンパク質-リブロサミン3-キナーゼ
- EC.2.7.1.173 ニコチン酸リボシドキナーゼ
- EC.2.7.1.174 ジアシルグリセロールキナーゼ (CTP依存性)
- EC.2.7.1.175 マルトキナーゼ
- EC.2.7.1.176 UDP-N-アセチルグルコサミンキナーゼ
- EC.2.7.1.177 L-トレオニンキナーゼ
- EC.2.7.1.178 2-デヒドロ-3-デオキシグルコノ/ガラクトノ-キナーゼ
- EC.2.7.1.179 カノサミンキナーゼ

#### EC.2.7.2.-(カルボキシル基を受容体とするホスホトランスフェラーゼ)
- EC.2.7.2.1 酢酸キナーゼ
- EC.2.7.2.2 カルバミン酸キナーゼ
- EC.2.7.2.3 ホスホグリセリン酸キナーゼ
- EC.2.7.2.4 アスパラギン酸キナーゼ
- EC 2.7.2.5 欠番 → EC 6.3.4.16
- EC.2.7.2.6 ギ酸キナーゼ
- EC.2.7.2.7 酪酸キナーゼ
- EC.2.7.2.8 アセチルグルタミン酸キナーゼ
- EC 2.7.2.9 欠番 → EC 6.3.5.5
- EC.2.7.2.10 ホスホグリセリン酸キナーゼ (GTP)
- EC.2.7.2.11 グルタミン酸 5-キナーゼ
- EC.2.7.2.12 酢酸キナーゼ (二リン酸)
- EC.2.7.2.13 グルタミン酸 1-キナーゼ
- EC.2.7.2.14 分枝鎖脂肪酸キナーゼ
- EC.2.7.2.15 プロピオン酸キナーゼ

#### EC.2.7.3.-(窒素基を受容体とするホスホトランスフェラーゼ)
- EC.2.7.3.1 グアニジノ酢酸キナーゼ
- EC.2.7.3.2 クレアチンキナーゼ
- EC.2.7.3.3 アルギニンキナーゼ
- EC.2.7.3.4 タウロシアミンキナーゼ
- EC.2.7.3.5 ロンブリシンキナーゼ
- EC.2.7.3.6 ヒポタウロシアミンキナーゼ
- EC.2.7.3.7 オフェリンキナーゼ
- EC.2.7.3.8 アンモニアキナーゼ
- EC.2.7.3.9 ホスホエノールピルビン酸-タンパク質ホスホトランスフェラーゼ
- EC.2.7.3.10 アグマチンキナーゼ
- EC 2.7.3.11 欠番 → EC 2.7.13.1
- EC 2.7.3.12 欠番 → EC 2.7.13.2

#### EC.2.7.4.-(リン酸基を受容体とするホスホトランスフェラーゼ)
- EC.2.7.4.1 ポリリン酸キナーゼ
- EC.2.7.4.2 ホスホメバロン酸キナーゼ
- EC.2.7.4.3 アデニル酸キナーゼ
- EC.2.7.4.4 ヌクレオシド-リン酸キナーゼ
- EC 2.7.4.5 欠番 → EC 2.7.4.14に統合
- EC.2.7.4.6 ヌクレオシド-二リン酸キナーゼ
- EC.2.7.4.7 ホスホメチルピリミジンキナーゼ
- EC.2.7.4.8 グアニル酸キナーゼ
- EC.2.7.4.9 dTMPキナーゼ
- EC.2.7.4.10 ヌクレオシド-三リン酸-アデニル酸キナーゼ
- EC.2.7.4.11 (デオキシ)アデニル酸キナーゼ
- EC.2.7.4.12 T2誘導デオキシヌクレオチドキナーゼ
- EC.2.7.4.13 (デオキシ)タクレオシド-リン酸キナーゼ
- EC.2.7.4.14 シチジン酸キナーゼ
- EC.2.7.4.15 チアミン-二リン酸キナーゼ
- EC.2.7.4.16 チアミン-リン酸キナーゼ
- EC.2.7.4.17 3-ホスホグリセロール-リン酸-ポリリン酸ホスホトランスフェラーゼ
- EC.2.7.4.18 ファルネシル-二リン酸キナーゼ
- EC.2.7.4.19 5-メチルデオキシシチジン-5'-リン酸キナーゼ
- EC.2.7.4.20 ドリキル-ニリン酸-ポリリン酸ホスホトランスフェラーゼ
- EC.2.7.4.21 イノシトール-六リン酸キナーゼ
- EC.2.7.4.22 UMPキナーゼ
- EC.2.7.4.23 リポース 1,5-ビスリン酸ホスホキナーゼ
- EC.2.7.4.24 ジホスホイノシトール-五リン酸キナーゼ
- EC.2.7.4.25 (d)CMPキナーゼ
- EC.2.7.4.26 イソペンテニルリン酸キナーゼ
- EC.2.7.4.27 (ピルビン酸, リン酸ジキナーゼ)-リン酸ホスホトランスフェラーゼ
- EC.2.7.4.28 (ピルビン酸, 水ジキナーゼ)-リン酸ホスホトランスフェラーゼ

#### EC.2.7.5.-(分子内での移動を触媒するもの)
初期の版にのみ存在した分類で、その後、EC 5.4.2群に編入された
- EC 2.7.5.1 欠番 → EC 5.4.2.2
- EC 2.7.5.2 欠番 → EC 5.4.2.3
- EC 2.7.5.3 欠番 → EC 5.4.2.1
- EC 2.7.5.4 欠番 → EC 5.4.2.4
- EC 2.7.5.5 欠番 → EC 5.4.2.5
- EC 2.7.5.6 欠番 → EC 5.4.2.7
- EC 2.7.5.7 欠番 → EC 5.4.2.8

#### EC.2.7.6.-(ジホスホトランスフェラーゼ)
- EC.2.7.6.1 リボースリン酸ジホスホキナーゼ
- EC.2.7.6.2 チアミンジホスホキナーゼ
- EC.2.7.6.3 2-アミノ-4-ヒドロキシ-6-ヒドロキシメチルジヒドロプテリジンジホスホキナーゼ
- EC.2.7.6.4 ヌクレオチドジホスホキナーゼ
- EC.2.7.6.5 GTPジホスホキナーゼ

#### EC.2.7.7.-(ヌクレオチジルトランスフェラーゼ)
- EC.2.7.7.1 ニコチンアミド-ヌクレオチドアデニリルトランスフェラーゼ
- EC.2.7.7.2 FADシンターゼ
- EC.2.7.7.3 パンテテイン-リン酸アデニリルトランスフェラーゼ
- EC.2.7.7.4 硫酸アデニリルトランスフェラーゼ
- EC.2.7.7.5 硫酸アデニリルトランスフェラーゼ (ADP)
- EC.2.7.7.6 DNA依存性RNAポリメラーゼ
- EC.2.7.7.7 DNA依存性DNAポリメラーゼ
- EC.2.7.7.8 ポリリボヌクレオチドヌクレオチジルトランスフェラーゼ
- EC.2.7.7.9 UTP-グルコース-1-リン酸ウリジリルトランスフェラーゼ
- EC.2.7.7.10 UTP-ヘキソース-1-リン酸ウリジリルトランスフェラーゼ
- EC.2.7.7.11 UTP-キシロース-1-リン酸ウリジリルトランスフェラーゼ
- EC.2.7.7.12 UDP-グルコース-ヘキソース-1-リン酸ウリジリルトランスフェラーゼ
- EC.2.7.7.13 マンノース-1-リン酸グアニリルトランスフェラーゼ
- EC.2.7.7.14 エタノールアミン-リン酸シチジリルトランスフェラーゼ
- EC.2.7.7.15 コリン-リン酸シチジリルトランスフェラーゼ
- EC 2.7.7.16 欠番 → EC 3.1.27.5
- EC 2.7.7.17 欠番 → EC 3.1.27.1
- EC.2.7.7.18 ニコチン酸-ヌクレオチドアデニリルトランスフェラーゼ
- EC.2.7.7.19 ポリヌクレオチドアデニリルトランスフェラーゼ
- EC 2.7.7.20 欠番 削除
- EC 2.7.7.21 欠番 → EC 2.7.7.72
- EC.2.7.7.22 マンノース-1-リン酸グアニリルトランスフェラーゼ (GDP)
- EC.2.7.7.23 UDP-N-アセチルグルコサミンジホスホリラーゼ
- EC.2.7.7.24 グルコース-1-リン酸チミジリルトランスフェラーゼ
- EC 2.7.7.25 欠番 → EC 2.7.7.72
- EC 2.7.7.26 欠番 → EC 3.1.27.3
- EC.2.7.7.27 グルコース-1-リン酸アデニリルトランスフェラーゼ
- EC.2.7.7.28 ヌクレオシド-三リン酸-ヘキソース-1-リン酸ヌクレオチジルトランスフェラーゼ
- EC 2.7.7.29 欠番 → EC 2.7.7.28
- EC.2.7.7.30 フコース-1-リン酸グアニリルトランスフェラーゼ
- EC.2.7.7.31 DNA ヌクレオチジルエキソトランスフェラーゼ
- EC.2.7.7.32 ガラクトース-1-リン酸チミジリルトランスフェラーゼ
- EC.2.7.7.33 グルコース-1-リン酸シチジリルトランスフェラーゼ
- EC.2.7.7.34 グルコース-1-リン酸グアニリルトランスフェラーゼ
- EC.2.7.7.35 リボース-5-リン酸アデニリルトランスフェラーゼ
- EC.2.7.7.36 アルドース-1-リン酸アデニリルトランスフェラーゼ
- EC.2.7.7.37 アルドース-1-リン酸ヌクレオチジルトランスフェラーゼ
- EC.2.7.7.38 3-デオキシ-マンノ-オクツロソン酸シチジリルトランスフェラーゼ
- EC.2.7.7.39 グリセロール-3-リン酸シチジリルトランスフェラーゼ
- EC.2.7.7.40 D-リビトール-5-リン酸シチジリルトランスフェラーゼ
- EC.2.7.7.41 ホスファチジン酸シチジリルトランスフェラーゼ
- EC.2.7.7.42 (グルタミン酸-アンモニア-リガーゼ)アデニリルトランスフェラーゼ
- EC.2.7.7.43 N-アシルノイラミン酸シチジリルトランスフェラーゼ
- EC.2.7.7.44 グルクロン酸-1-リン酸ウリジリルトランスフェラーゼ
- EC.2.7.7.45 グアノシン-三リン酸グアニリルトランスフェラーゼ
- EC.2.7.7.46 ゲンタマイシン 2"-ヌクレオチジルトランスフェラーゼ
- EC.2.7.7.47 ストレプトマイシン 3"-アデニリルトランスフェラーゼ
- EC.2.7.7.48 RNA依存性RNAポリメラーゼ
- EC.2.7.7.49 RNA依存性DNAポリメラーゼ
- EC.2.7.7.50 mRNAグアニリルトランスフェラーゼ
- EC.2.7.7.51 アデニリル-硫酸-アンモニアアデニリルトランスフェラーゼ
- EC.2.7.7.52 RNA ウリジリルトランスフェラーゼ
- EC.2.7.7.53 ATP アデニリルトランスフェラーゼ
- EC 2.7.7.54 欠番 → EC 6.3.2.40
- EC 2.7.7.55 欠番 → EC 6.3.2.40
- EC.2.7.7.56 tRNA ヌクレオチジルトランスフェラーゼ
- EC.2.7.7.57 N-メチルホスホエタノールアミン シチジリルトランスフェラーゼ
- EC.2.7.7.58 (2,3-ジヒドロキシベンゾイル)アデニル酸シンターゼ
- EC.2.7.7.59 (タンパク質-PII)ウリジリルトランスフェラーゼ
- EC.2.7.7.60 2-C-メチル-D-エリトリトール 4-リン酸シチジリルトランスフェラーゼ
- EC.2.7.7.61 クエン酸リアーゼ ホロ-(アシル輸送タンパク質) シンターゼ
- EC.2.7.7.62 アデノシルコビンアミド-リン酸グアニリルトランスフェラーゼ
- EC.2.7.7.63 リポ酸-タンパク質リガーゼ
- EC.2.7.7.64 UTP-単糖-1-リン酸ウリジリルトランスフェラーゼ
- EC.2.7.7.65 ジグアニル酸シクラーゼ
- EC.2.7.7.66 マロン酸デカルボキシラーゼ ホロ-(アシル輸送タンパク質)シンターゼ
- EC.2.7.7.67 CDP-アルケノールシンターゼ
- EC.2.7.7.68 2-ホスホ-L-乳酸グアニリルトランスフェラーゼ
- EC.2.7.7.69 GDP-L-ガラクトースホスホリラーゼ
- EC.2.7.7.70 D-グリセロ-β-D-マンノ-ヘプトース 1-リン酸アデニリルトランスフェラーゼ
- EC.2.7.7.71 D-グリセロ-α-D-マンノ-ヘプトース 1-リン酸グアニリルトランスフェラーゼ
- EC.2.7.7.72 CCA tRNA ヌクレオチジルトランスフェラーゼ
- EC.2.7.7.73 硫黄輸送タンパク質 ThiS アデニリルトランスフェラーゼ
- EC.2.7.7.74 1L-myo-イノシトール 1-リン酸シチジリルトランスフェラーゼ
- EC.2.7.7.75 モリブドプテリンアデニリルトランスフェラーゼ
- EC.2.7.7.76 モリブデン補因子シチジリルトランスフェラーゼ
- EC.2.7.7.77 モリブデン補因子グアニリルトランスフェラーゼ
- EC.2.7.7.78 GDP-D-グルコース ホスホリラーゼ
- EC.2.7.7.79 tRNAHis グアニリルトランスフェラーゼ
- EC.2.7.7.80 モリブドプテリン-シンターゼ アデニリルトランスフェラーゼ
- EC.2.7.7.81 プソイダミン酸シチジリルトランスフェラーゼ
- EC.2.7.7.82 CMP-N,N'-ジアセチルレジオナミン酸シンターゼ
- EC.2.7.7.83 UDP-N-アセチルガラクトサミンジホスホリラーゼ
- EC.2.7.7.84 2'-5' オリゴアデニル酸シンターゼ
- EC.2.7.7.85 ジアデニル酸シクラーゼ

#### EC.2.7.8-(その他のリン酸基を含む基を移すもの)
- EC.2.7.8.1 エタノールアミンホスホトランスフェラーゼ
- EC.2.7.8.2 ジアシルグリセロールコリンホスホトランスフェラーゼ
- EC.2.7.8.3 セラミドコリンホスホトランスフェラーゼ
- EC.2.7.8.4 セリン-ホスホエタノールアミンシンターゼ
- EC.2.7.8.5 CDP-ジアシルグリセロール-グリセロール-3-リン酸3-ホスファチジルトランスフェラーゼ
- EC.2.7.8.6 ウンデカプレニル-リン酸ガラクトースホスホトランスフェラーゼ
- EC.2.7.8.7 ホロ-(アシル輸送タンパク質)シンターゼ
- EC.2.7.8.8 CDP-ジアシルグリセロール-セリン O-ホスファチジルトランスフェラーゼ
- EC.2.7.8.9 ホスホマンナンマンノースホスホトランスフェラーゼ
- EC.2.7.8.10 スフィンゴシンコリンホスホトランスフェラーゼ
- EC.2.7.8.11 CDP-ジアシルグリセロール-イノシトール 3-ホスファチジルトランスフェラーゼ
- EC.2.7.8.12 CDP-グリセロールグリセロホスホトランスフェラーゼ
- EC.2.7.8.13 ホスホ-N-アセチルムラモイル-ペンタペプチド-トランスフェラーゼ
- EC.2.7.8.14 CDP-リビトールリビトールホスホトランスフェラーゼ
- EC.2.7.8.15 UDP-N-アセチルグルコサミン-ドリキル-リン酸N-アセチルグルコサミンホスホトランスフェラーゼ
- EC 2.7.8.16 欠番 → EC 2.7.8.2
- EC.2.7.8.17 UDP-N-アセチルグルコサミン-リソソーム-酵素 N-アセチルグルコサミンホスホトランスフェラーゼ
- EC.2.7.8.18 UDP-ガラクトース-UDP-N-アセチルグルコサミン ガラクトースホスホトランスフェラーゼ
- EC.2.7.8.19 UDP-グルコース-糖タンパク質グルコースホスホトランスフェラーゼ
- EC.2.7.8.20 ホスファチジルグリセロール膜オリゴ糖グリセロホスホトランスフェラーゼ
- EC.2.7.8.21 膜オリゴ糖グリセロホスホトランスフェラーゼ
- EC.2.7.8.22 1-アルケニル-2-アシルグリセロール コリン ホスホトランスフェラーゼ
- EC.2.7.8.23 カルボキシビニル-カルボキシリン酸ホスホリルムターゼ
- EC.2.7.8.24 ホスファチジルコリンシンターゼ
- EC 2.7.8.25 欠番 → EC 2.4.2.52
- EC.2.7.8.26 アデノシルコビンアミド-GDP リバゾールトランスフェラーゼ
- EC.2.7.8.27 スフィンゴミエリンシンターゼ
- EC.2.7.8.28 2-ホスホ-L-乳酸トランスフェラーゼ
- EC.2.7.8.29 L-セリン-ホスファチジルエタノールアミンホスファチジルトランスフェラーゼ
- EC 2.7.8.30 欠番 → EC 2.4.2.53
- EC.2.7.8.31 ウンデカプレニル-リン酸グルコースホスホトランスフェラーゼ
- EC.2.7.8.32 3-O-α-D-マンノピラノシル-α-D-マンノピラノースキシロシルホスホトランスフェラーゼ
- EC.2.7.8.33 UDP-GlcNAc:ウンデカプレニル-リン酸GlcNAc-1-リン酸トランスフェラーゼ
- EC.2.7.8.34 CDP-L-myo-イノシトール myo-イノシトールホスホトランスフェラーゼ
- EC.2.7.8.35 UDP-N-アセチルグルコサミン-デカプレニル-リン酸N-アセチルグルコサミンホスホトランスフェラーゼ
- EC.2.7.8.36 ウンデカプレニル リン酸N,N'-diアセチルバシロサミン 1-リン酸トランスフェラーゼ
- EC.2.7.8.37 α-D-リボース 1-メチルリン酸 5-三リン酸シンターゼ
- EC.2.7.8.38 アルケチジルセリンシンターゼ

#### EC.2.7.9-(複数の分子を受容体とするもの)
- EC.2.7.9.1 ピルビン酸, リン酸ジキナーゼ
- EC.2.7.9.2 ピルビン酸, 水ジキナーゼ
- EC.2.7.9.3 セレニド, 水ジキナーゼ
- EC.2.7.9.4 α-グルカン, 水ジキナーゼ
- EC.2.7.9.5 ホスホグルカン, 水ジキナーゼ

#### EC 2.7.10.-(タンパク質-チロシンキナーゼ)
- EC.2.7.10.1 受容体タンパク質チロシンキナーゼ
- EC.2.7.10.2 非特異的タンパク質チロシンキナーゼ

#### EC 2.7.11.-(タンパク質-セリン/トレオニンキナーゼ)
- EC.2.7.11.1 非特異的セリン/トレオニンタンパク質キナーゼ
- EC.2.7.11.2 (ピルビン酸デヒドロゲナーゼ (アセチル基転移)) キナーゼ
- EC.2.7.11.3 デホスホ-(レダクターゼキナーゼ)キナーゼ
- EC.2.7.11.4 (3-メチル-2-オキソブタン酸デヒドロゲナーゼ (アセチル基転移)) キナーゼ
- EC.2.7.11.5 (イソクエン酸デヒドロゲナーゼ (NADP+)) キナーゼ
- EC.2.7.11.6 (チロシン 3-モノオキシゲナーゼ)キナーゼ
- EC.2.7.11.7 ミオシン重鎖キナーゼ
- EC.2.7.11.8 Fas活性化セリン/トレオニンキナーゼ
- EC.2.7.11.9 グッドパスチャー抗原結合タンパク質キナーゼ
- EC.2.7.11.10 IκBキナーゼ
- EC.2.7.11.11 cAMP-依存性タンパク質キナーゼ
- EC.2.7.11.12 cGMP-依存性タンパク質キナーゼ
- EC.2.7.11.13 タンパク質キナーゼC
- EC.2.7.11.14 ロドプシンキナーゼ
- EC.2.7.11.15 βアドレナリン受容体キナーゼ
- EC.2.7.11.16 Gタンパク質共役受容体キナーゼ
- EC.2.7.11.17 Ca2+/カルモジュリン依存性タンパク質キナーゼ
- EC.2.7.11.18 ミオシン軽鎖キナーゼ
- EC.2.7.11.19 ホスホリラーゼキナーゼ
- EC.2.7.11.20 伸長因子2キナーゼ
- EC.2.7.11.21 ポロキナーゼ
- EC.2.7.11.22 サイクリン依存性キナーゼ
- EC.2.7.11.23 (RNAポリメラーゼ)サブユニットキナーゼ
- EC.2.7.11.24 分裂促進因子活性化タンパク質キナーゼ
- EC.2.7.11.25 分裂促進因子活性化タンパク質キナーゼキナーゼキナーゼ
- EC.2.7.11.26 tauタンパク質キナーゼ
- EC.2.7.11.27 (アセチルCoAカルボキシラーゼ)キナーゼ
- EC.2.7.11.28 トロポミオシンキナーゼ
- EC.2.7.11.29 低密度リポタンパク質受容体キナーゼ
- EC.2.7.11.30 受容体タンパク質セリン/トレオニンキナーゼ
- EC.2.7.11.31 (ヒドロキシメチルグルタリル-CoAレダクターゼ(NADPH))キナーゼ
- EC.2.7.11.32 (ピルビン酸, リン酸ジキナーゼ)キナーゼ
- EC.2.7.11.33 (ピルビン酸, 水ジキナーゼ)キナーゼ

#### EC 2.7.12.-(二重特異性キナーゼ)
- EC.2.7.12.1 二重特異性ホスファターゼ
- EC.2.7.12.2 マイトジェン活性化タンパク質キナーゼキナーゼ

#### EC 2.7.13.-(タンパク質ヒスチジンキナーゼ)
- EC.2.7.13.1 タンパク質ヒスチジン pros-キナーゼ
- EC.2.7.13.2 タンパク質ヒスチジン tele-キナーゼ
- EC.2.7.13.3 ヒスチジンキナーゼ

#### EC 2.7.99.-(その他のタンパク質キナーゼ)
- EC.2.7.99.1 三リン酸-タンパク質ホスホトランスフェラーゼ

### EC.2.8.-(硫黄を含む基を移すもの)

#### EC 2.8.1.-(硫黄トランスフェラーゼ)
- EC.2.8.1.1 チオ硫酸硫黄転移酵素
- EC.2.8.1.2 3-メルカプトピルビン酸硫黄転移酵素
- EC.2.8.1.3 チオ硫酸-チオール硫黄転移酵素
- EC.2.8.1.4 tRNA硫黄転移酵素
- EC.2.8.1.5 チオ硫酸-ジチオール硫黄転移酵素
- EC.2.8.1.6 ピオチンシンターゼ
- EC.2.8.1.7 システイン脱硫酵素
- EC.2.8.1.8 リポイルシンターゼ
- EC.2.8.1.9 モリブデン補因子硫黄転移酵素
- EC.2.8.1.10 チアゾールシンターゼ
- EC.2.8.1.11 モリブドプテリンシンターゼ硫黄転移酵素
- EC.2.8.1.12 モリブドプテリンシンターゼ

#### EC 2.8.2.-(スルホトランスフェラーゼ)
- EC.2.8.2.1 アリールスルホトランスフェラーゼ
- EC.2.8.2.2 アルコールスルホトランスフェラーゼ
- EC.2.8.2.3 アミンスルホトランスフェラーゼ
- EC.2.8.2.4 エストロンスルホトランスフェラーゼ
- EC.2.8.2.5 コンドロイチン 4-スルホトランスフェラーゼ
- EC.2.8.2.6 コリンスルホトランスフェラーゼ
- EC.2.8.2.7 UDP-N-アセチルガラクトサミン-4-硫酸スルホトランスフェラーゼ
- EC.2.8.2.8 デスルホヘパリンスルホトランスフェラーゼ
- EC.2.8.2.9 チロシン-エステルスルホトランスフェラーゼ
- EC.2.8.2.10 Renilla-ルシフェリンスルホトランスフェラーゼ
- EC.2.8.2.11 ガラクトシルセラミドスルホトランスフェラーゼ
- EC 2.8.2.12 欠番 → EC 2.8.2.8
- EC.2.8.2.13 サイコシンスルホトランスフェラーゼ
- EC.2.8.2.14 胆汁酸塩スルホトランスフェラーゼ
- EC.2.8.2.15 ステロイドスルホトランスフェラーゼ
- EC.2.8.2.16 チオールスルホトランスフェラーゼ
- EC.2.8.2.17 コンドロイチン 6-スルホトランスフェラーゼ
- EC.2.8.2.18 コルチゾールスルホトランスフェラーゼ
- EC.2.8.2.19 トリグルコシルアルキルアシルグリセロールスルホトランスフェラーゼ
- EC.2.8.2.20 タンパク質チロシンスルホトランスフェラーゼ
- EC.2.8.2.21 ケラチンスルホトランスフェラーゼ
- EC.2.8.2.22 アリール硫酸スルホトランスフェラーゼ
- EC.2.8.2.23 (ヘパラン硫酸)-グルコサミン 3-スルホトランスフェラーゼ1
- EC.2.8.2.24 デスルホグルコシン酸スルホトランスフェラーゼ
- EC.2.8.2.25 フラボノール 3-スルホトランスフェラーゼ
- EC.2.8.2.26 クェルセチン 3-硫酸-3'-スルホトランスフェラーゼ
- EC.2.8.2.27 クェルセチン 3-硫酸-4'-スルホトランスフェラーゼ
- EC.2.8.2.28 クェルセチン 3,3'-二硫酸-7-スルホトランスフェラーゼ
- EC.2.8.2.29 (ヘパラン硫酸)-グルコサミン 3-スルホトランスフェラーゼ2
- EC.2.8.2.30 (ヘパラン硫酸)-グルコサミン 3-スルホトランスフェラーゼ3
- EC.2.8.2.31 ペトロミゾノールスルホトランスフェラーゼ
- EC.2.8.2.32 シムノールスルホトランスフェラーゼ
- EC.2.8.2.33 N-アセチルガラクトサミン 4-硫酸 6-O-スルホトランスフェラーゼ
- EC.2.8.2.34 グリコケノデオキシコール酸スルホトランスフェラーゼ
- EC.2.8.2.35 デルマタン 4-スルホトランスフェラーゼ

#### EC 2.8.3.-(CoAトランスフェラーゼ)
- EC.2.8.3.1 プロピオン酸CoAトランスフェラーゼ
- EC.2.8.3.2 シュウ酸CoAトランスフェラーゼ
- EC.2.8.3.3 マロン酸CoAトランスフェラーゼ
- EC 2.8.3.4 欠番 削除
- EC.2.8.3.5 3-オキソ酸CoAトランスフェラーゼ
- EC.2.8.3.6 3-オキソアジピン酸CoAトランスフェラーゼ
- EC.2.8.3.7 コハク酸-シトラマル酸CoAトランスフェラーゼ
- EC.2.8.3.8 酢酸CoAトランスフェラーゼ
- EC.2.8.3.9 酪酸-アセト酢酸CoAトランスフェラーゼ
- EC.2.8.3.10 クエン酸CoAトランスフェラーゼ
- EC.2.8.3.11 シトラマル酸CoAトランスフェラーゼ
- EC.2.8.3.12 グルタコン酸CoAトランスフェラーゼ
- EC.2.8.3.13 コハク酸-ヒドロキシメチルグルタル酸CoAトランスフェラーゼ
- EC.2.8.3.14 5-ヒドロキシペンタン酸CoAトランスフェラーゼ
- EC.2.8.3.15 スクシニルCoA:(R)-ベンジルコハク酸CoAトランスフェラーゼ
- EC.2.8.3.16 ホルミルCoAトランスフェラーゼ
- EC.2.8.3.17 シンナモイルCoA:フェニル乳酸CoAトランスフェラーゼ
- EC.2.8.3.18 スクシニルCoA:酢酸CoAトランスフェラーゼ

#### EC 2.8.4.-(アルキルチオ基転移酵素)
- EC.2.8.4.1 補酵素Bスルホエチルチオトランスレーゼ
- EC.2.8.4.2 ヒ酸-ミコチオールトランスフェラーゼ

### EC.2.9.-(セレンを含む基を移すもの)

#### EC 2.9.1.-(セレノトランスフェラーゼ)
- EC.2.9.1.1 L-セリル-tRNASecセレントランスフェラーゼ
- EC.2.9.1.2 O-ホスホ-L-セリル-tRNASec:L-セレノシステイニル-tRNAシンターゼ

### EC.2.10.-(モリブデンを含む基を移すもの)

#### EC 2.10.1.-(スルフィドを受容体とするモリブデントランスフェラーゼまたは、タングステントランスフェラーゼ)
- EC.2.10.1.1 モリブドプテリンモリブドトランスフェラーゼ